# Lovis Corinth

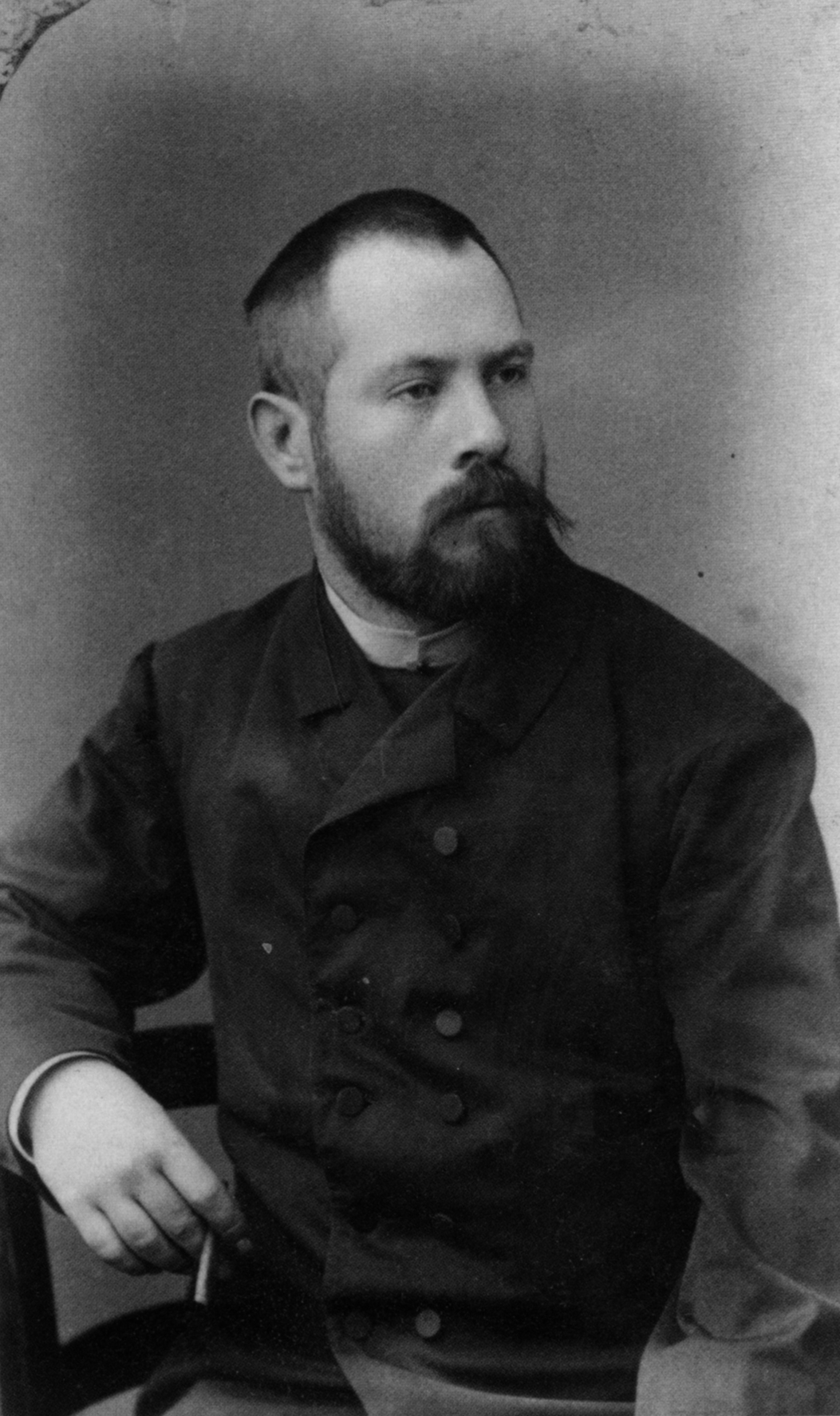
Lovis Corinth (1887)

Lovis Corinth (* 21. Juli 1858 als Franz Heinrich Louis Corinth in Tapiau, Ostpreußen; † 17. Juli 1925 in Zandvoort, Provinz Noord-Holland) war ein deutscher Maler, Zeichner und Grafiker. Er zählt neben Max Liebermann, Ernst Oppler und Max Slevogt zu den wichtigsten und einflussreichsten Vertretern des deutschen Impressionismus und der Berliner Secession. Nach seiner Ausbildung in Königsberg, München, Antwerpen und Paris arbeitete er vor allem in Berlin, wo er auch seine Frau Charlotte Berend kennenlernte. Seine späten Werke sind vom Expressionismus inspiriert und wurden zur Zeit des Nationalsozialismus als entartet betrachtet. Aufgrund dieses Stilwandels in seinem Schaffen gehört Corinth zu den wenigen Künstlern, deren museale Bearbeitung zwischen den Sammlungen des 19. und 20. Jahrhunderts aufgeteilt ist.

## Leben

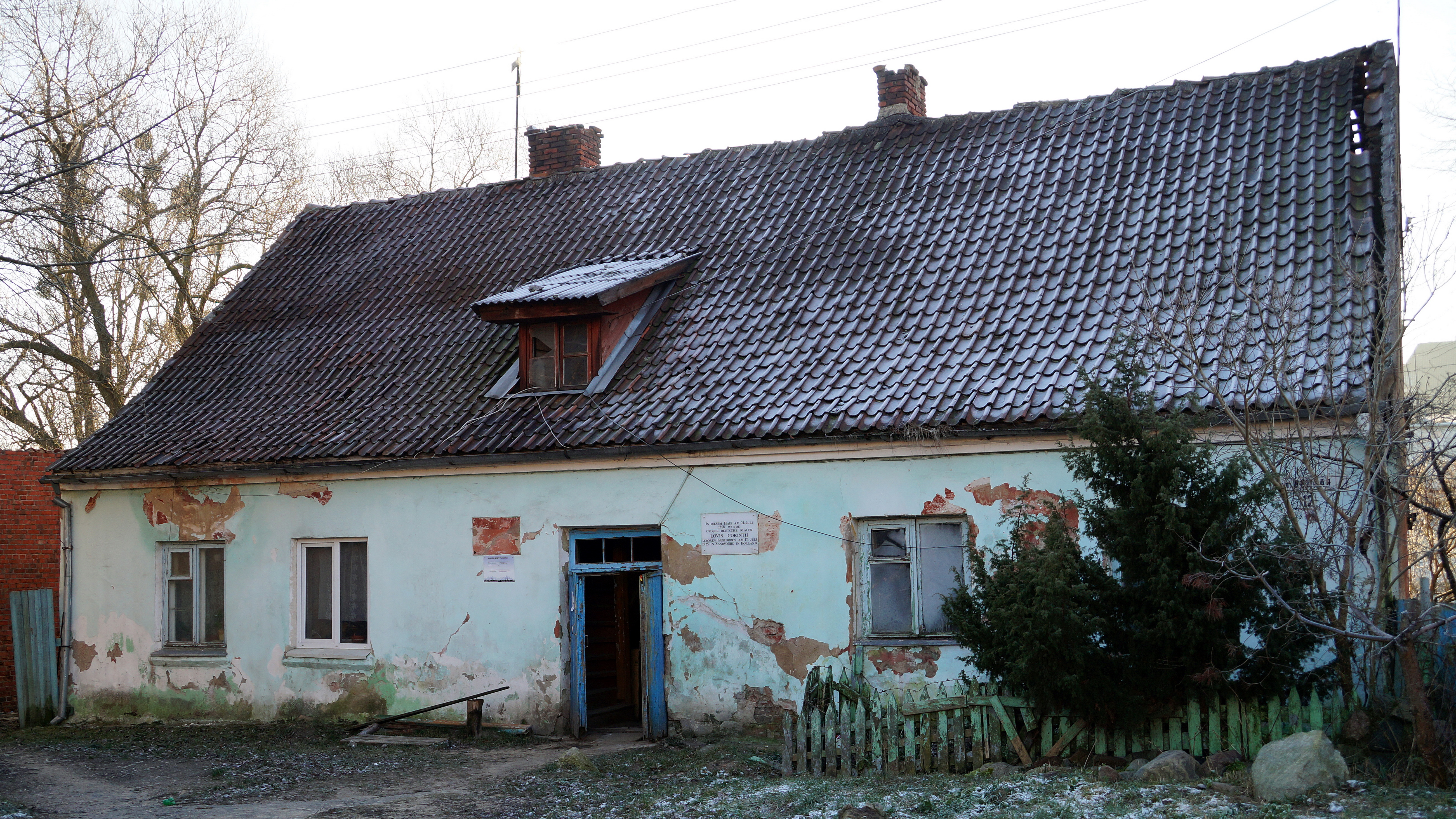
Corinths Geburtshaus in Tapiau (2016)

Die Eltern Heinrich und Wilhelmine Corinth betrieben eine Gerberei sowie einen größeren landwirtschaftlichen Betrieb. Lovis Corinth war das einzige gemeinsame Kind der beiden, er hatte jedoch mütterlicherseits fünf Halbgeschwister, mit denen er aufwuchs. Das Geburtshaus existiert noch, eine Gedenktafel erinnert an den Maler.
Von 1866 bis 1873 ging Corinth auf das Kneiphöfische Gymnasium in Königsberg. Während dieser Zeit lebte er bei seiner Tante in Königsberg. Mit dem Ausbruch des Deutsch-Französischen Kriegs 1870 zogen Soldaten in die Wohnung seiner Tante ein. Als seine Mutter 1873 verstarb, ging Corinth zurück auf den Hof seiner Eltern, wenig später erwuchs in ihm der Wunsch, Maler zu werden. Er selbst beschrieb dies in seiner Autobiografie als einen von vielen Wünschen, die regelmäßig wechselten:

„Es fiel gerade Ostern mein Lebensberuf auf den Maler, denn fast jeden Monat hatte ich eine andere Leidenschaft, mein Leben einzurichten: Soldat, Matrose, vor allem Landwirt, wechselten in buntem Reigen und heute wollte es das Schicksal, daß ich Maler werden wollte. Bei diesem Berufe verharrte ich nun treu und niemals wollte ich es bereuen.“

Wenig später verkaufte sein Vater das Anwesen in Tapiau und zog mit seinem Sohn nach Königsberg, um ihm dort eine Malerausbildung zukommen zu lassen. Corinth ging an die Kunstakademie Königsberg und lernte als Schüler von Otto Günther die Grundlagen der Malerei sowie die traditionelle Historienmalerei kennen. Mit Günther und dessen weiteren Schülern reiste Corinth nach Berlin und Thüringen und besuchte dort die Ateliers von Albert Brendel, damals Direktor der Weimarer Kunstschule, sowie Friedrich Preller und Karl Buchholz. Corinths eigene Arbeiten konzentrierten sich auf Porträts und Landschaftsbilder.

### München, Antwerpen, Paris
1880 ging Corinth auf Empfehlung seines Lehrers Günther an die Kunstakademie nach München, die zu der Zeit als bedeutendstes Zentrum für Malerei neben Paris galt und mit der Kulturszene dieser Stadt in engem Austausch stand. Louis Corinth besuchte zuerst die Klasse von Franz Defregger und wechselte dann zu Ludwig von Löfftz, einem ehemaligen Schüler von Wilhelm von Diez. Zu seinen Mitschülern gehörten unter anderen auch Hans Olde und Bernt Grönvold, mit denen Corinth noch viele Jahre Kontakt hatte. Corinth schloss sich der Strömung des Naturalismus an, der sich gerade gegen die klassische Historienmalerei durchzusetzen begann. Auch die Aktmalerei spielte in seiner Ausbildung eine große Rolle; 1883 entstand auf diese Weise sein Gemälde Schächer am Kreuz, bei dessen Konzeption Einflüsse seines Lehrers Löfftz wie auch dessen ehemaligen Schülers Karl Stauffer-Bern zu erkennen sind. Ein weiterer wichtiger Lehrer in München für Corinth wurde Wilhelm Trübner, für den er 1920 auch einen Nachruf verfasste.
Zwischen 1882 und 1883 unterbrach er das Studium und leistete seinen Militärdienst als Einjährig-Freiwilliger ab, danach begab er sich mit seinem Vater auf eine Reise, die vor allem nach Italien und an den Gardasee führte. Anschließend nahm er das Studium wieder auf.
1884 ging Corinth für drei Monate nach Antwerpen und studierte dort bei Paul Eugène Gorge. Im selben Jahr konnte er mit seinem Gemälde Das Komplott seinen ersten internationalen Erfolg verbuchen. Das Bild wurde auf einer Ausstellung in London mit einer Bronzemedaille ausgezeichnet (wird von Ulrike Lorenz angezweifelt), 1885 wurde es im Pariser Salon gezeigt. Im Atelier von Gorge entstand das Gemälde Othello, eine Porträtdarstellung eines schwarzen Mannes, das zu seinen bekanntesten Bildern gehört. Daneben malte er auch sein erstes Porträt des Malers Paul Eugène Gorge, dem 1898 und 1908 zwei weitere folgten.
Im Oktober des Jahres reiste er weiter nach Paris und trat dort in die private Académie Julian ein. Er lernte bei Tony Robert-Fleury und William Adolphe Bouguereau, die ihm vor allem die Praxis der Aktmalerei von Frauen (peinture de la femme) näher brachten. Sie beeinflussten damit sein weiteres Schaffen sehr, vor allem die Gestaltung seiner Frauenbildnisse der nächsten Jahre. Er selbst war in Paris allerdings wenig erfolgreich und kehrte mit etwa 20 großformatigen Bildern zurück, vornehmlich Aktdarstellungen. Obwohl zur selben Zeit auch moderne und prominente Impressionisten in Paris weilten und Bilder wenige Jahre zuvor verstorbener Meister wie Gustave Courbet oder Édouard Manet in Paris zu sehen waren, bekam er von diesen nichts mit. Inspiration fand er dagegen in Ausstellungen von Jean-Louis-Ernest Meissonier, Wilhelm Leibl und vor allem durch eine Retrospektive von Jules Bastien-Lepage.
Im Sommer 1886 reiste Corinth mit Hans Olde an die Ostseeküste, um hier Landschaftsimpressionen und Porträts zu malen (siehe: Im Fischerhaus). 1887 kehrte er nach Königsberg zurück und porträtierte seinen Vater – und auch mit der Ausstellung dieses Bildes in der Königsberger Akademie hatte er keinen Erfolg.
1887 zog Louis Corinth nach Berlin und verbrachte dort den Winter, in dem er unter anderen Max Klinger, Walter Leistikow und Karl Stauffer-Bern kennenlernte. In Berlin entstand wahrscheinlich auch sein erstes Selbstbildnis, dem im Laufe seines Lebens noch etliche folgen sollten. Im darauf folgenden Jahr kehrte er jedoch wieder zurück zu seinem mittlerweile schwerkranken Vater nach Königsberg und porträtierte selbigen dort noch mehrmals, bevor dieser am 10. Januar 1889 starb.

### München 1891 bis 1900
1890 bekam das Gemälde Pietà, das er beim Salon de Paris eingereicht hatte, eine Auszeichnung; im gleichen Jahr malte er das Bild der Susanna im Bade, das er ebenfalls erfolgreich zur Präsentation beim Salon einreichte.
In seiner Arbeit bestätigt, entschloss sich Corinth 1891, wieder nach München zurückzukehren. Hier suchte er sich eine Wohnung in Schwabing, nur ein Haus neben der Wohnung seines Kollegen Ernst Oppler. Den Ausblick aus seinem Atelierfenster hielt er im selben Jahr in mehreren Gemälden fest, mit denen er sich, ebenso wie mit Waldinneres bei Bernried, mit dem zu dieser Zeit in München aktuellen Pleinairismus beschäftigte – die Künstler verließen ihr Atelier und fingen Motive „unter freiem Himmel“ ein. Dieser wurde in Deutschland vor allem von Arnold Böcklin, Max Klinger und Hans Thoma verfolgt, die in München zu den populärsten Gestalten der Kunstszene gehörten. Als Münchner Malerfürsten galten Friedrich August von Kaulbach, Franz von Lenbach sowie Franz von Stuck. Neben den genannten Bildern war das Hauptwerk Corinths in dem Jahr der Diogenes, eine Darstellung des Diogenes von Sinope im Großformat. Die Ausstellung des Bildes im Münchner Glaspalast wurde allerdings nicht mit dem erhofften Lob quittiert; vielmehr erntete sie massive Kritik, die Corinth an seinem Schaffen zweifeln ließ. Von seinem Freund Otto Eckmann ließ er sich die Kunst des Radierens beibringen, und bis 1894 erschien sein Radierzyklus Tragikomödien, in dem er auf den Jugendstil auf der einen und das Werk Max Klingers auf der anderen Seite Bezug nahm.
Ab 1892 entstand eine Reihe von Gemälden, die Schlachthausszenen wiedergeben und die Kritiker wieder überzeugen konnten. Die Bilder waren realistisch dargestellt und bestachen durch ihre Motive. Corinth hatte Anschluss gefunden an die „Revolutionäre“ der Münchner Kunstszene, die nicht im etablierten Glaspalast ausstellten, sondern sich in der Künstlergesellschaft Allotria trafen. 1892 gründete sich aus dieser Vereinigung die Münchener Secession, der sich neben Corinth auch Max Liebermann, Otto Eckmann, Thomas Theodor Heine, Hans Olde, Hans Thoma, Wilhelm Trübner, Franz von Stuck und Fritz von Uhde anschlossen. 1893 wollte Corinth zusammen mit Otto Eckmann, Trübner, Heine, Max Slevogt, Ernst Oppler, Hermann Obrist und Peter Behrens die Freie Vereinigung der XXIV gründen, um die Ausstellungssituation zu verbessern. Daraufhin kam es zum Streit in der Sezession, die Gründung scheiterte, und die Beteiligten wurden von der Münchner Sezession ausgeschlossen. Sie fanden als Freie Vereinigung der XXIV / Münchner 24 in der Galerie Eduard Schulte in Berlin eine Ausstellungsmöglichkeit.
1895 malte Corinth mit seiner Kreuzabnahme das erste Bild, das er überhaupt auch verkaufen konnte. Es wurde noch im selben Jahr im Glaspalast ausgestellt und mit einer Goldmedaille ausgezeichnet. Zwischen 1895 und 1900 stellte er dort eine Reihe weiterer Gemälde aus, die jedoch kein größeres Aufsehen erregen konnten. Über einen Freund kam Corinth um 1895/96 in Kontakt mit der Münchner Literatengruppe Die Nebenregierung, der unter anderen die Schriftsteller Max Halbe, Graf Eduard von Keyserling, Frank Wedekind und Otto Erich Hartleben angehörten. 1896 gehörte Corinth auch zu den Gründungsmitgliedern der Freimaurerloge In Treue fest, die noch heute besteht und der er 1898 das Gemälde Die Logenbrüder malte, auf der zwölf Mitglieder seiner Loge abgebildet sind. In den Folgejahren entstanden eine Reihe seiner erfolgreichsten und bis heute bekanntesten Gemälde. So schuf er 1896 sein Selbstporträt mit Skelett. 1897 porträtierte Corinth seinen Freund Otto Eckmann in der Nass-in-Nass-Technik, die besonders für spontanes, temperamentvolles Arbeiten geeignet ist. Diese Art der Malerei empfahl er in seinem Lehrbuch Das Erlernen der Malerei, weil man in sie „immer wieder hereinmalen und korrigieren“ kann. Ebenfalls 1897 entstand der Schlachterladen in Schäftlarn an der Isar als Fortführung seiner Schlachthausszenen sowie durch die Aktmalerei geprägte Historienbilder wie Die Hexen und Die Verführung des heiligen Antonius. Als Corinth 1899 zum Besuch der ersten Ausstellung der Berliner Secession in Berlin war und Max Liebermann einen Besuch abstattete, porträtierten sie sich gegenseitig. Zeugnis sind das Bildnis des Malers Lovis Corinth und ein Porträt von Max Liebermann aus dem Jahr 1899.
Nach einem Umzug innerhalb Münchens malte er 1900 die Salome, ein Bild, in das er selbst große Hoffnungen legte, das aber für eine Ausstellung der Münchner Sezession abgelehnt wurde. Dieser Misserfolg bestärkte Corinths Absicht, München zu verlassen und nach Berlin zu gehen. Dort hatte er weiterhin Kontakt zu Walter Leistikow, der 1898 mit Max Liebermann und Paul Cassirer die Berliner Secession gegründet hatte. Salome wurde in Berlin mit der zweiten Secessionsausstellung im Juli 1900 ein Erfolg und Corinth wurde nach eigenen Worten „in Berlin eine Kapazität“. Auch seine Bilder Susanna und die beiden Alten sowie die Kreuzigung wurden auf dieser Ausstellung gezeigt. Von Leistikow erhielt Corinth seine ersten Porträtaufträge in Berlin.

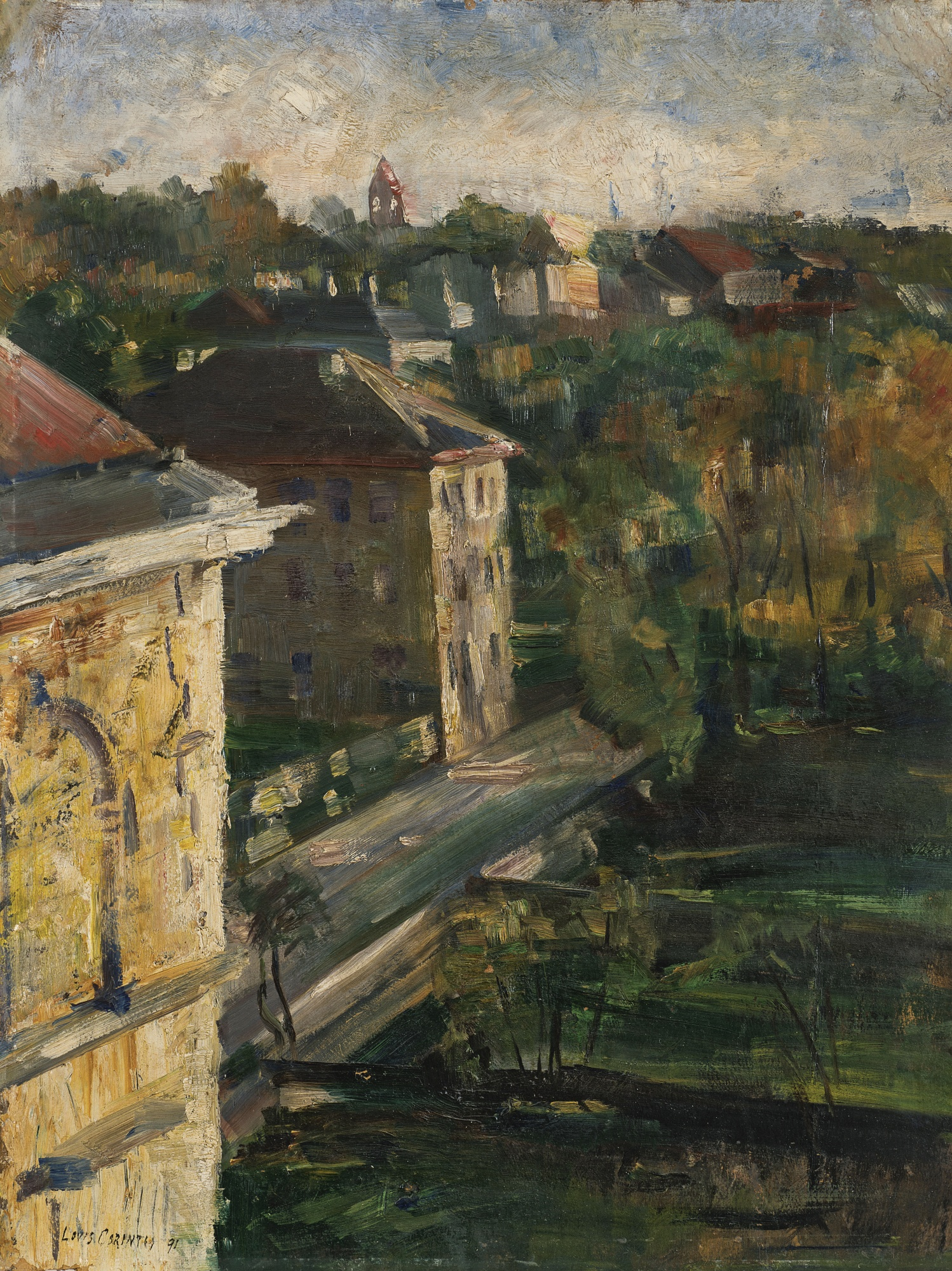
Blick aus dem Atelier München-Schwabing (1891)
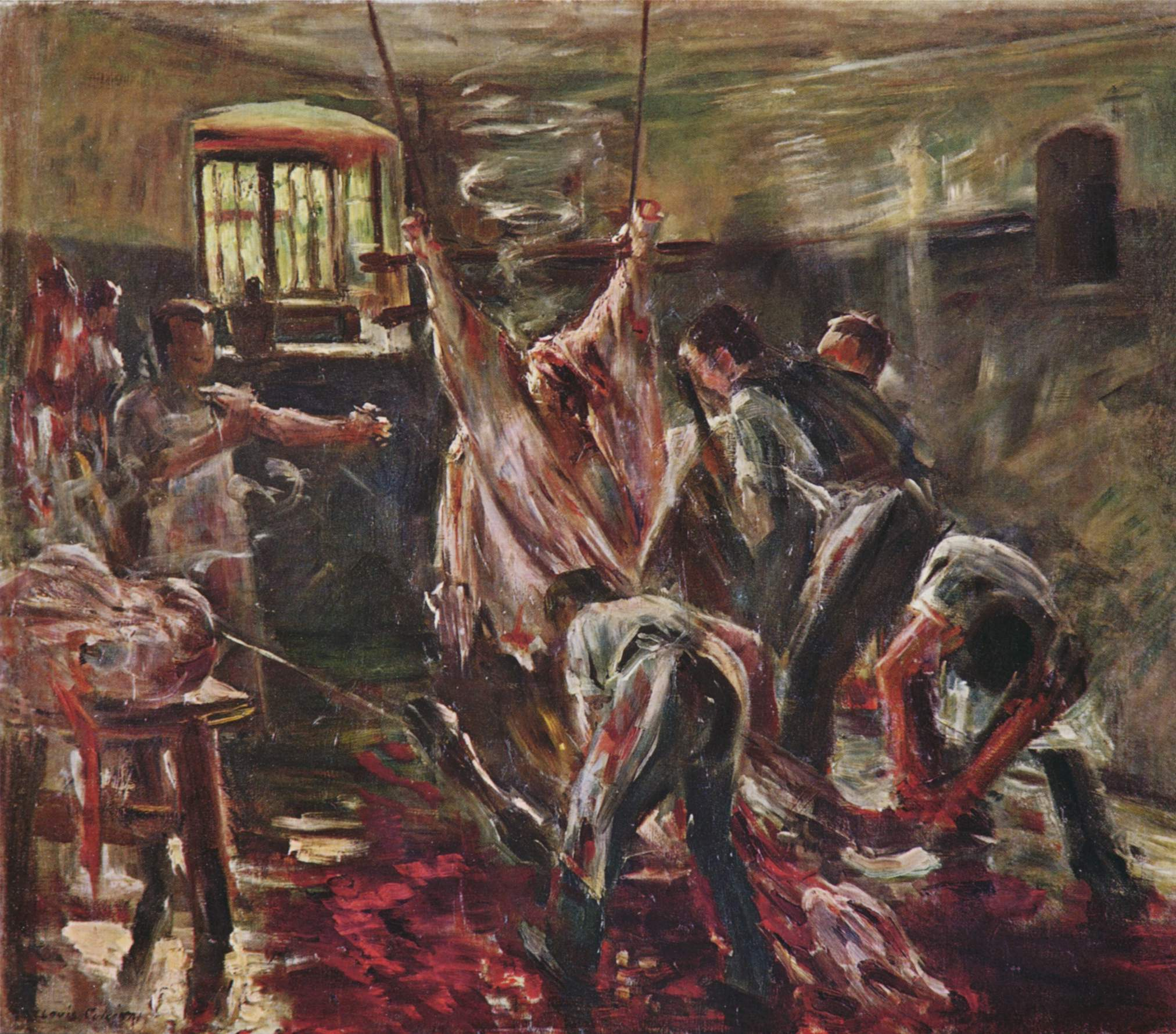
Im Schlachthaus, 1893, Staatsgalerie Stuttgart
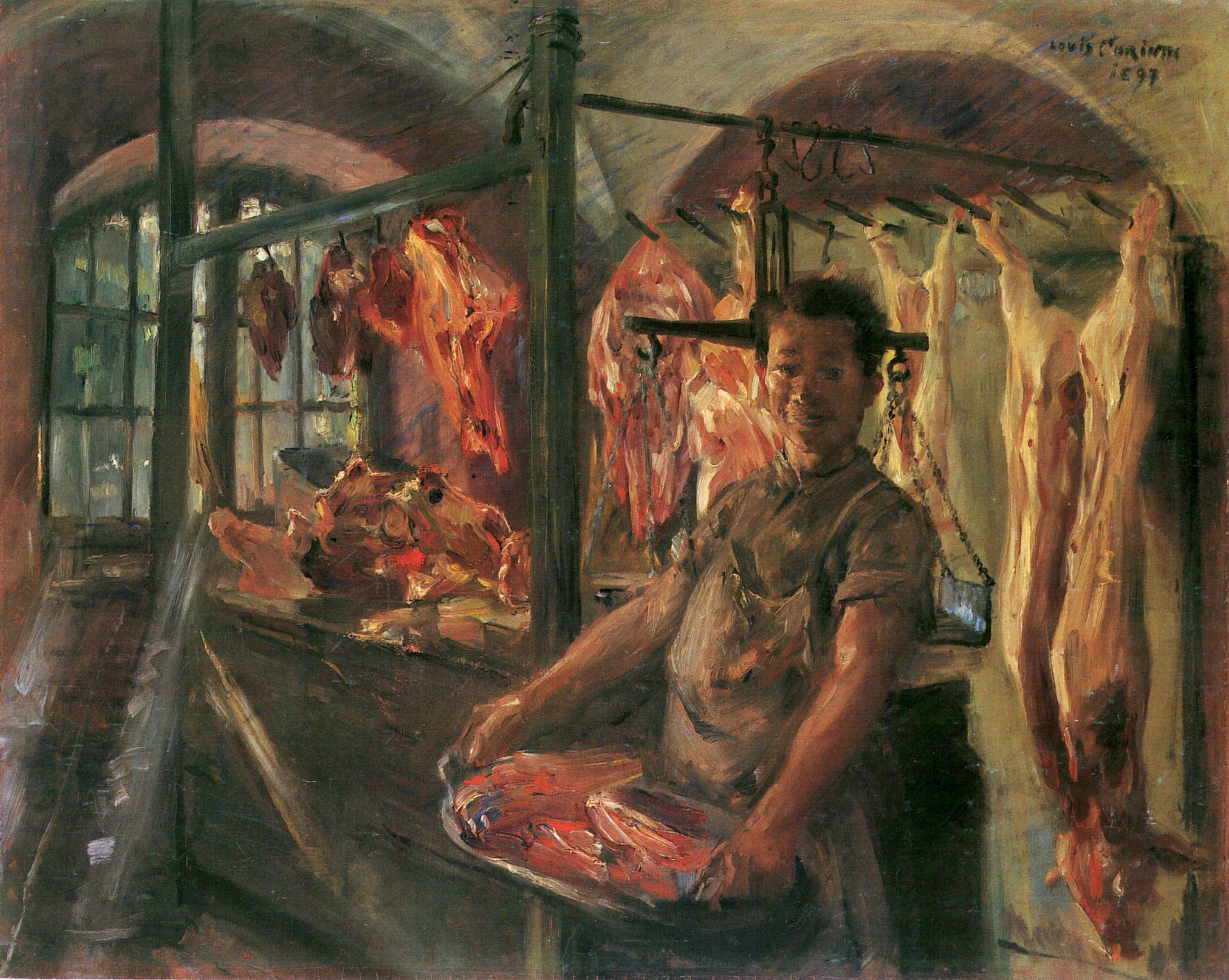
Schlachterladen in Schäftlarn an der Isar, 1897, Kunsthalle Bremen
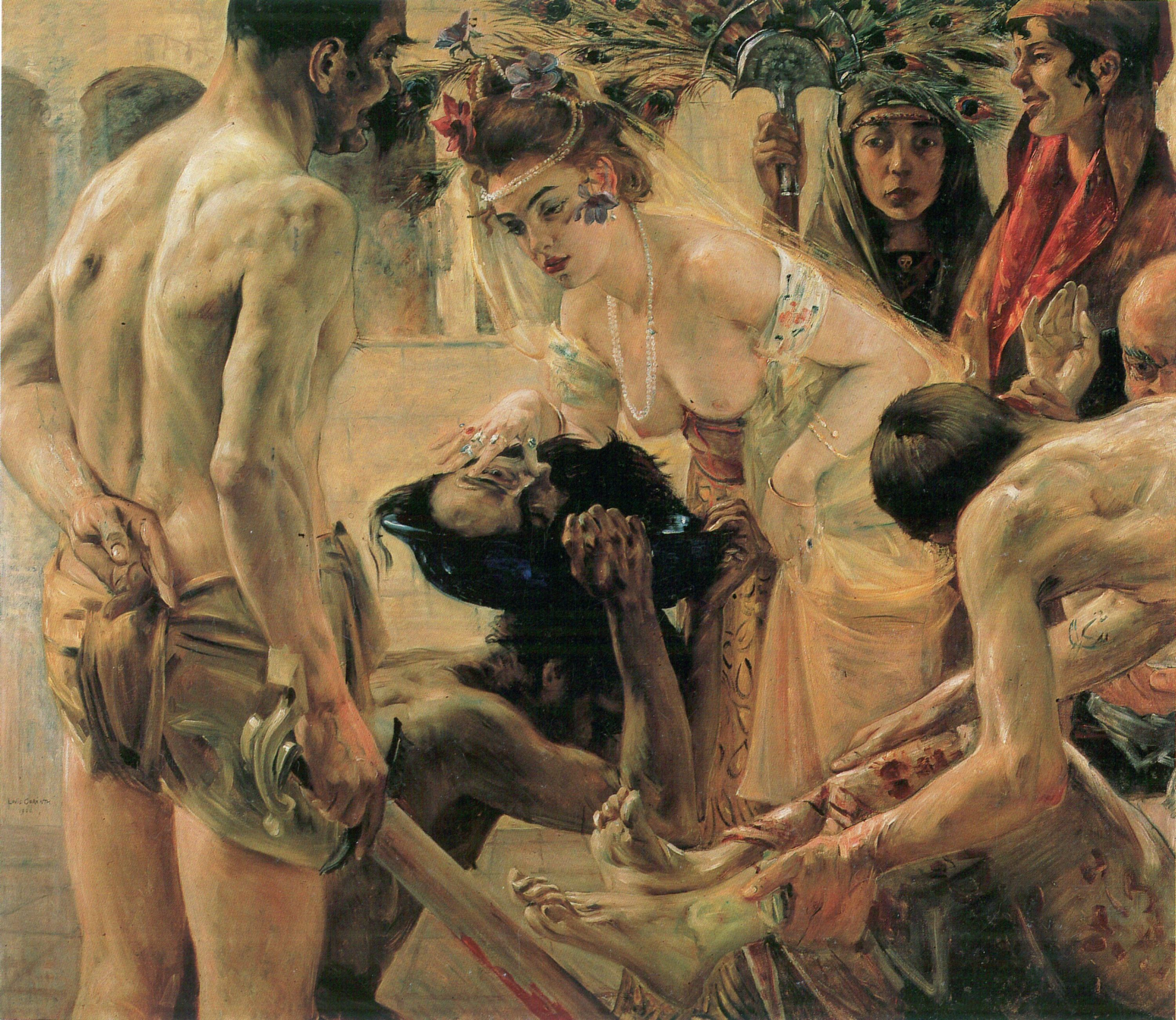
Salome II, 1900, Museum der bildenden Künste, Leipzig

### Berliner Jahre

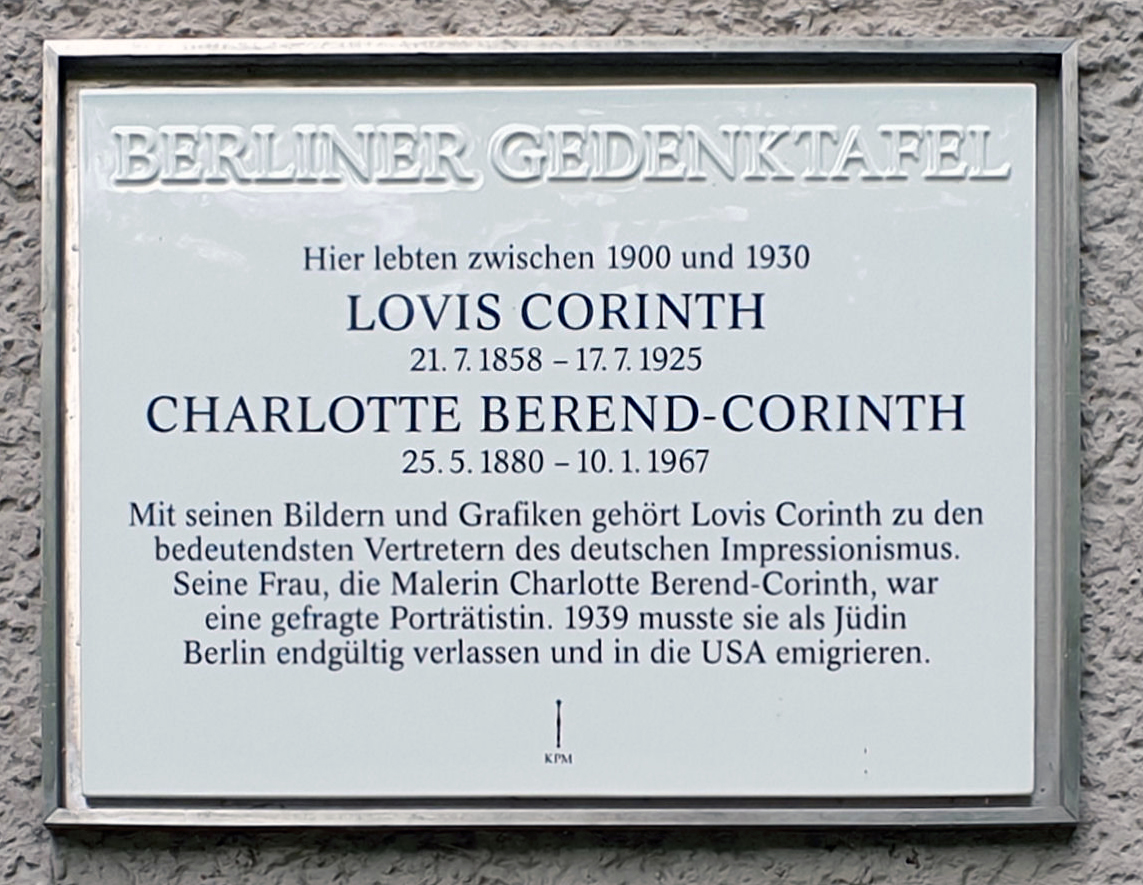
Berliner Gedenktafel am Haus Klopstockstraße 25 in Berlin-Hansaviertel

Corinth zog im Herbst 1901 nach Berlin und wurde Mitglied der Berliner Secession. Im selben Jahr wurde das Gemälde Perseus und Andromeda auf der Secessionsausstellung bei Paul Cassirer gezeigt – neben Gemälden der mittlerweile verstorbenen Künstler Vincent van Gogh, Wilhelm Leibl und Arnold Böcklin. Das Atelier in der Klopstockstraße bekam Corinth wieder von Leistikow, und am 14. Oktober 1901 eröffnete Corinth eine Malschule. Seine erste Schülerin war die damals 21 Jahre alte Charlotte Berend, die ihm ab da regelmäßig Modell stand. Aber auch andere, später erfolgreiche Malerinnen nahmen bei ihm Unterricht wie z. B. Eugenie Fuchs. Die Malschule wurde zu einem finanziellen Erfolg, auch seine Bilder wurden bekannter.
Bereits im Dezember veranstaltete Paul Cassirer eine Ausstellung, die sich ausschließlich Lovis Corinth widmete. Ein Jahr später wurde Corinth in den Vorstand der Secession gewählt. Das Porträt des Dichters Peter Hille wurde mit weiteren Bildern Corinths in der Secessionsausstellung 1902 präsentiert: Samuels Fluch auf Saul, Die drei Grazien und das Selbstporträt mit Modell. Neben seinen Werken wurden auch Bilder von Édouard Manet und Edvard Munch ausgestellt, und das Hille-Porträt wurde 1908 von der Kunsthalle Bremen gekauft.
Auf einer Reise in das Seebad Horst an der pommersche Ostseeküste, heute Niechorze, kamen sich Corinth und Charlotte Berend näher und begannen ihre Beziehung. Auf der Reise entstanden mehrere Porträts von ihr, denen er den neuen für sie verwendeten Kosenamen „Petermannchen“ gab: Petermannchen und Paddel-Petermannchen. Ein weiteres Porträt der Reise war das Porträt Mädchen mit Stier, an dem Charlotte Berend einen kräftigen Stier an seinem Nasenring führt und streichelt, fand aufgrund der darin enthaltenen Bedeutung besondere Aufmerksamkeit in der Berliner Sezession: Symbolisch zeigte das Bild die aktuelle Beziehung des Paares auf, in der sich Corinth als gezähmten Bullen von der Frau an einem rosa Band am Nasenring herumführen ließ. Zur Verlobung 1903 malte Corinth zudem das Doppelporträt Selbstporträt mit Charlotte Berend und Sektkelch, auf dem er sich mit der entblößten Charlotte Berend darstellte.
Von 1902 bis 1904 arbeitete Corinth mit dem Regisseur und Theaterbesitzer Max Reinhardt zusammen. 1902 schuf er das Bühnenbild und zusammen mit Max Kruse die Kostüme für Hans Oberlaenders Inszenierung der Salome von Oscar Wilde. 1903 stattete er zusammen mit Leo Impekoven Reinhardts Inszenierung von Maurice Maeterlincks Pelléas et Mélisande am Neuen Theater am Schiffbauerdamm und zusammen mit Kruse Reinhardts Inszenierung von Hugo von Hofmannsthals Elektra am Kleinen Theater in Berlin aus. Es folgten 1904 Minna von Barnhelm und Schwester Beatrix von Maurice Maeterlinck am Neuen Theater.
Am 22. Februar 1904 besuchte Corinth in München den Maler Lichtenberger. Darauf folgte eine Stippvisite bei Marianne von Werefkin und Alexej Jawlensky. Bei dieser Gelegenheit lernte er dessen größtes Gemälde Helene im spanischen Kostüm kennen, das der Künstler „gerade fertig gemalt hatte“.
Am 26. März 1904 heirateten Lovis Corinth und Charlotte Berend, die sich für den Doppelnamen Berend-Corinth entschied. Schwanger wird sie als Charlotte Berend im Liegestuhl porträtiert. Am 13. Oktober 1904 kam ihr gemeinsamer Sohn Thomas Corinth auf die Welt und die Familie zog in die Händelstraße um. Dort wurde die Tochter Wilhelmine Corinth am 13. Juni 1909 geboren.
In der Jahresausstellung 1903 präsentierte Corinth vor allem das Mädchen mit dem Stier und Odysseus im Kampf mit dem Bettler, 1904 folgten Tiny Senders und die Grablegung. Ebenfalls 1904 wurde Corinth Mitglied im Deutschen Künstlerbund, an dessen erster Gemeinschaftsausstellung mit den Münchener Sezessionisten im Kgl. Kunstausstellungsgebäude am Königsplatz er erneut mit der Salome teilnahm. Im selben Jahr zeigte Cassirer in seiner Galerie eine Ausstellung von Paul Cézanne, die Corinth stark beeinflusste. 1906 begann Corinth dann mit seinem ersten größeren literarischen Werk, seiner Selbstbiographie, die er bis zu seinem Tod 1925 weiterschrieb und die 1926 posthum von seiner Frau veröffentlicht wurde. Im selben Jahr produzierte er eine Reihe sehr bekannter und aufsehenerregender Gemälde, darunter die Kreuzabnahme, Jugend des Zeus, Nach dem Bade sowie Rudolf Rittner als Florian Geyer. Zudem setzte er mit Geschlachtetes Schwein seine Schlachthausszenen fort. 1907 folgten Die Gefangennahme Simsons, Das große Martyrium, das Selbstporträt mit Glas sowie der vielbesprochene Liegende Akt.
1907 zeichnete er Entwürfe und Figurinen für Der Dämon und Minna von Barnhelm, die aber nicht realisiert wurden.
1908 erschienen zwei Schriftwerke von Corinth: zum einen die Legenden aus dem Künstlerleben, wie die bereits erwähnte Selbstbiographie ein autobiografisches Werk, zum anderen das Buch Das Erlernen der Malerei, ein Lehrbuch, in dem er dem Leser die Kunst der Malerei näherbringen und ihn mit den Techniken vertraut machen wollte. Auch sein künstlerisches Œuvre des Jahres war beachtenswert: Susanna im Bade, Orpheus und das Porträt des Malers Walter Leistikow. Letzterer starb in jenem Jahr, und neben dem Bild widmete ihm Corinth auch ein Buch unter dem Titel Das Leben des Malers Leistikow, das 1910 bei Cassirer erschien. 1909 beteiligte er sich u. a. mit August von Brandis an der Ausstellung für Christliche Kunst in Düsseldorf, beiden wurde in einer Kritik bescheinigt, weniger durch theologische als vielmehr durch künstlerische Qualitäten zu überzeugen. In diesem Jahr entstanden die Gemälde Stimmung in Rot und Der Neue See im Berliner Tiergarten.

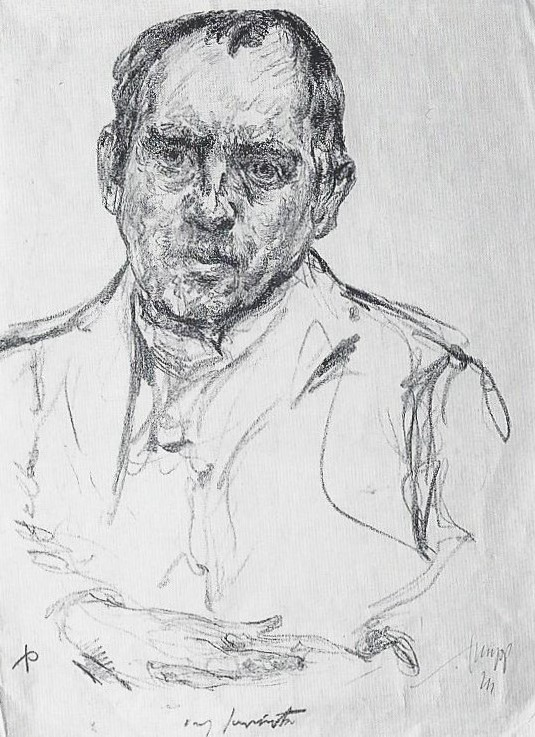
Lovis Corinth (Emil Stumpp, 1911)

1910 konnte Corinth wieder einige seiner Bilder in der mittlerweile etablierten Secessionsausstellung unterbringen. In diesem Jahr präsentierte er Die Waffen des Mars, Fußwaschung und vor allem das Familienporträt Der Künstler und seine Familie, auf dem er seine gesamte Familie abbildete. Corinth gehörte zu diesem Zeitpunkt neben Max Liebermann zu den beliebtesten und gefragtesten Künstlern der Berliner Secession und konnte im selben Jahr mehrere Bilder an die Hamburger Kunsthalle verkaufen.
Im Jahr 1911 trat Max Liebermann als Präsident der Berliner Secession gemeinsam mit den Vorstandsmitgliedern Max Slevogt, Paul Cassirer und weiteren vom Vorsitz zurück, während Lovis Corinth sich daraufhin zum neuen Vorsitzenden wählen ließ. Im selben Jahr veranstaltete die Secession eine Ausstellung zu Ehren des verstorbenen Mitglieds Fritz von Uhde, in der Frühjahrsausstellung wurden zudem Werke von Pablo Picasso und Ferdinand Hodler gezeigt. Corinth präsentierte auf dieser Ausstellung seine Gemälde Nana und zwei Porträts von Eduard Meyer. Im Dezember des Jahres erlitt er einen Schlaganfall, der zu einer Lähmung der linken Körperhälfte führte. Die Frage, inwiefern seine danach entstandenen Gemälde Folgen des Schlaganfalls zeigen (z. B. gröbere Pinselstriche, Neglect bei Motiven der linken Bildhälfte), hat auch die medizinhistorische Forschung beschäftigt.
Zwischen 1909 und 1917 verbrachte Corinth längere Aufenthalte in dem jungen Badeort Nienhagen bei Bad Doberan und schuf mehrere Grafiken und Bilder mit regionalem Bezug zu Mecklenburg. Das Frühjahr 1912 verbrachte er mit seiner Frau in Bordighera an der italienischen Riviera, um sich zu erholen, und im Sommer malte er Der geblendete Simson. Im Dezember des Jahres wurde Paul Cassirer wieder in den Vorstand der Secession gewählt – Corinth trat daraufhin zurück und lehnte einen Posten in Vorstand oder Jury ab.
1913 veröffentlichte Georg Biermann die erste Monographie über Lovis Corinth. Zur Versöhnung mit Corinth veranstaltete Paul Cassirer im selben Jahr eine große Retrospektive mit den Werken Corinths, die von Max Liebermann eröffnet wurde. Insgesamt präsentierte Corinth auf dieser Ausstellung 228 Ölgemälde. Neben dieser Ausstellung konnten Corinths Gemälde im selben Jahr auch bei der Großen Kunstausstellung Düsseldorf 1913, in Mannheim und der Weltausstellung in Gent sowie in verschiedenen Galerien und Museen in Baden-Baden, München und Dresden betrachtet werden. Auch auf der Frühjahrsausstellung der Berliner Secession, die ihr 15-jähriges Bestehen beging, waren mit Ariadne auf Naxos und Orientalischer Teppichhändler Bilder von Corinth zu sehen. In derselben Ausstellung wurde zudem erstmals der Maler Henri Matisse gezeigt, neben vielen weiteren bedeutenden Künstlern, welche die ersten 15 Jahre der Secession begleitet hatten. Diese Ausstellung, ebenso wie die im Herbst 1913 durchgeführte Herbstausstellung mit Bildern von Edvard Munch, Pablo Picasso, Ernst Ludwig Kirchner und anderen, war sehr erfolgreich. Die Erfolge der Secession und der Ausstellungen Cassirers konnten jedoch nicht über die internen Streitigkeiten hinwegtäuschen: Im selben Jahr kam es zu massiven Vorwürfen gegen Cassirer wegen seiner Doppelfunktion als Jurymitglied der Secession und als Kunstverkäufer, die zum Austritt von 42 Künstlern, darunter Max Liebermann und der gesamte Vorstand, aus der Secession und zur Gründung der nun als Freien Secession bekannten Vereinigung führte und darin ihren Höhepunkt hatte. Lovis Corinth blieb der Berliner Secession treu.
1914 bereiste Corinth Monte-Carlo und Rom, dort vor allem den Vatikan, um sich die Fresken von Raffael anzuschauen. Danach führte seine Reise nach St. Moritz, wurde dort jedoch aufgrund des beginnenden Ersten Weltkrieges unterbrochen. Als am 1. August dann tatsächlich der Krieg begann, gehörte Corinth neben Slevogt, Liebermann und Ernst Barlach zu den prominenten Künstlern, die diesen begrüßten. Corinth, der sich bereits in seinem Vortrag „Über das Wesen der Malerei“ im Januar 1914 vor der Freien Studentenschaft der Berliner Universität patriotisch geäußert hatte, sah in dem Krieg die Chance eines Neubeginns, in dem die deutsche Kunst zeigen konnte, dass sie die international bedeutsamste sei:

„Wir wollen der Welt zeigen, daß heute deutsche Kunst an der Spitze der Welt marschiert. Fort mit der gallisch-slawischen Nachäfferei unserer letzten Malerperiode!“

1915 wurde Corinth erneut Vorsitzender der Berliner Secession und konzipierte eine Ausstellung, in der vor allem auf die alten Werte der deutschen Malerei Wert gelegt werden sollte. Er selbst stellte dazu mehrere Stillleben und Porträts sowie die Gemälde Joseph und Potiphars Weib zur Verfügung.
In den folgenden Jahren entstanden damals populäre Kriegsbilder, so etwa 1917 Kain sowie das Porträt des Großadmirals Alfred von Tirpitz; es entstand auch der Götz von Berlichingen. Im selben Jahr veröffentlichte der Autor Karl Schwarz mit dem Buch Das graphische Werk des Lovis Corinth eine erste umfassende Darstellung der Zeichnungen und Grafiken Corinths. Im August reiste Corinth in seine Heimatstadt Tapiau, die ihn zum Ehrenbürger machte und von ihm mehrere Werke geschenkt bekam. Von der Berliner Akademie der Künste bekam er in 1917 den Professorentitel verliehen.
Im März 1918 veranstaltete die Berliner Secession eine Ausstellung zum 60. Geburtstag Corinths, auf der 140 Ölgemälde von ihm gezeigt wurden, außerdem war er auch in der Frühjahrsausstellung wieder mit mehreren Werken vertreten. Zur selben Zeit begann auch die Berliner Nationalgalerie damit, eine systematische Sammlung seiner Bilder aufzubauen, die nach dem Krieg in der Neuen Abteilung im Kronprinzenpalais gezeigt wurden. Im Sommer 1918 kam es zu Spannungen innerhalb der Secession, Corinth setzte sich schlichtend für Ernst Oppler ein und verhinderte dessen Austritt. Im selben Jahr ging der Krieg zu Ende, das Kaiserreich brach zusammen und wurde durch die Novemberrevolution und die nachfolgende Weimarer Republik abgelöst. Corinth sah sich dadurch in seinem Glauben an die deutsche Malerei erschüttert:

„So ist der Hohenzollernstaat mit Stumpf und Stiel einstweilen ausgerottet. Ich fühle mich als Preuße und kaiserlicher Deutscher.“

Zu Corinths Schülern in seiner Berliner Zeit gehörte der Maler Wilhelm Gallhof.

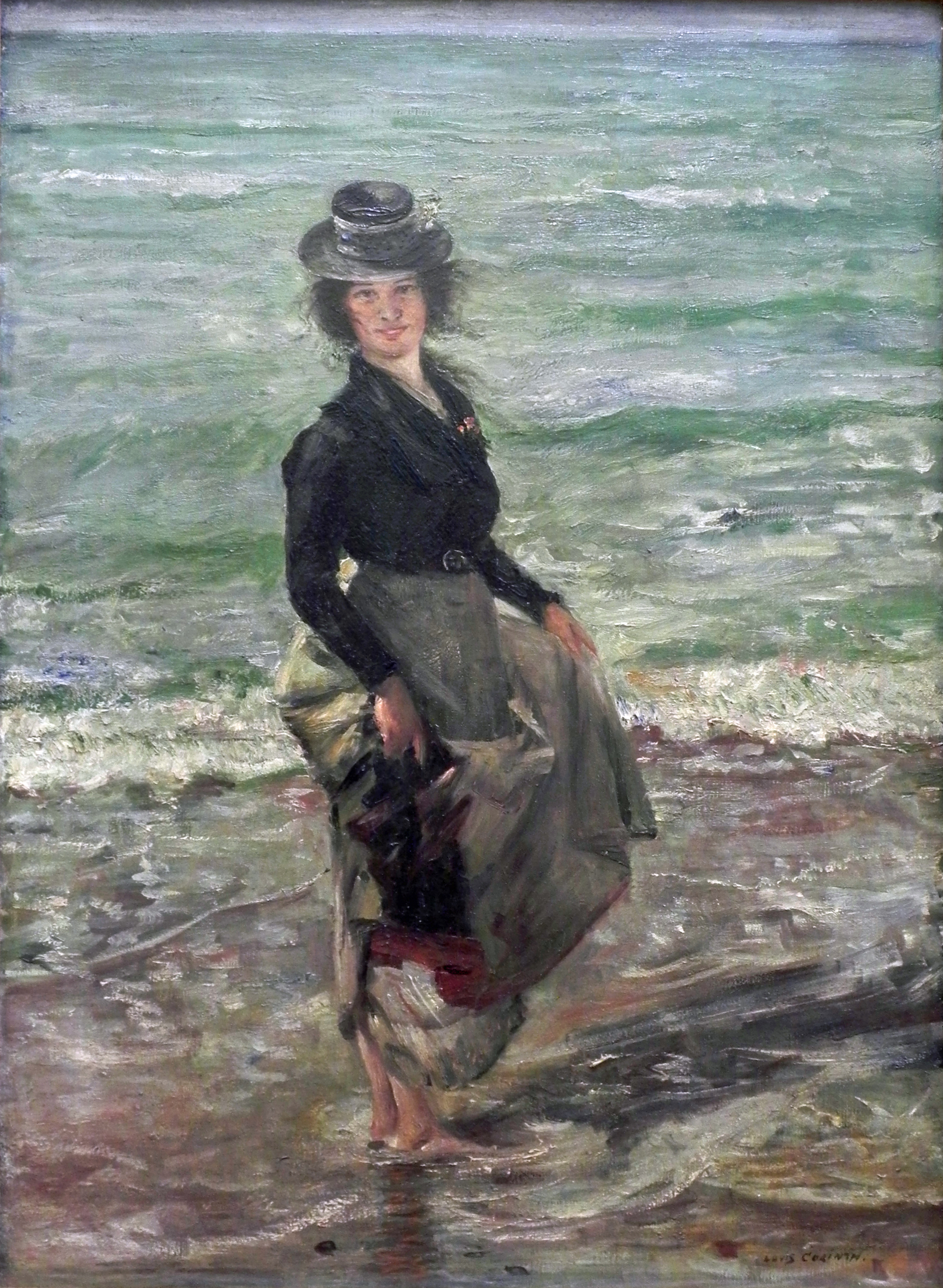
Paddel-Petermannchen (1902)
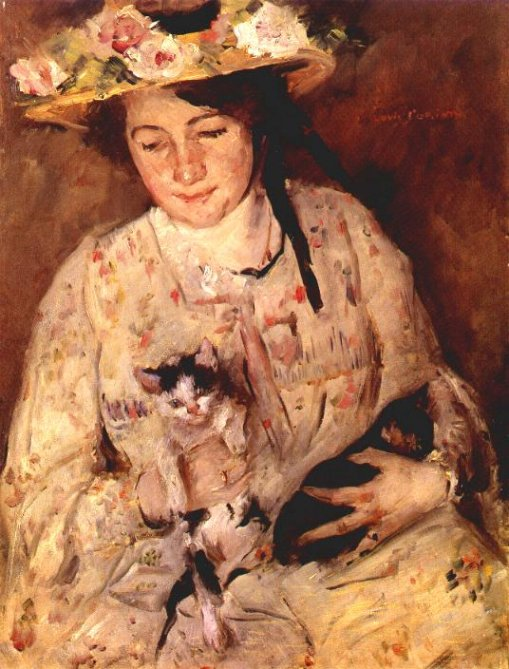
Junge Frau mit Katzen (1904)
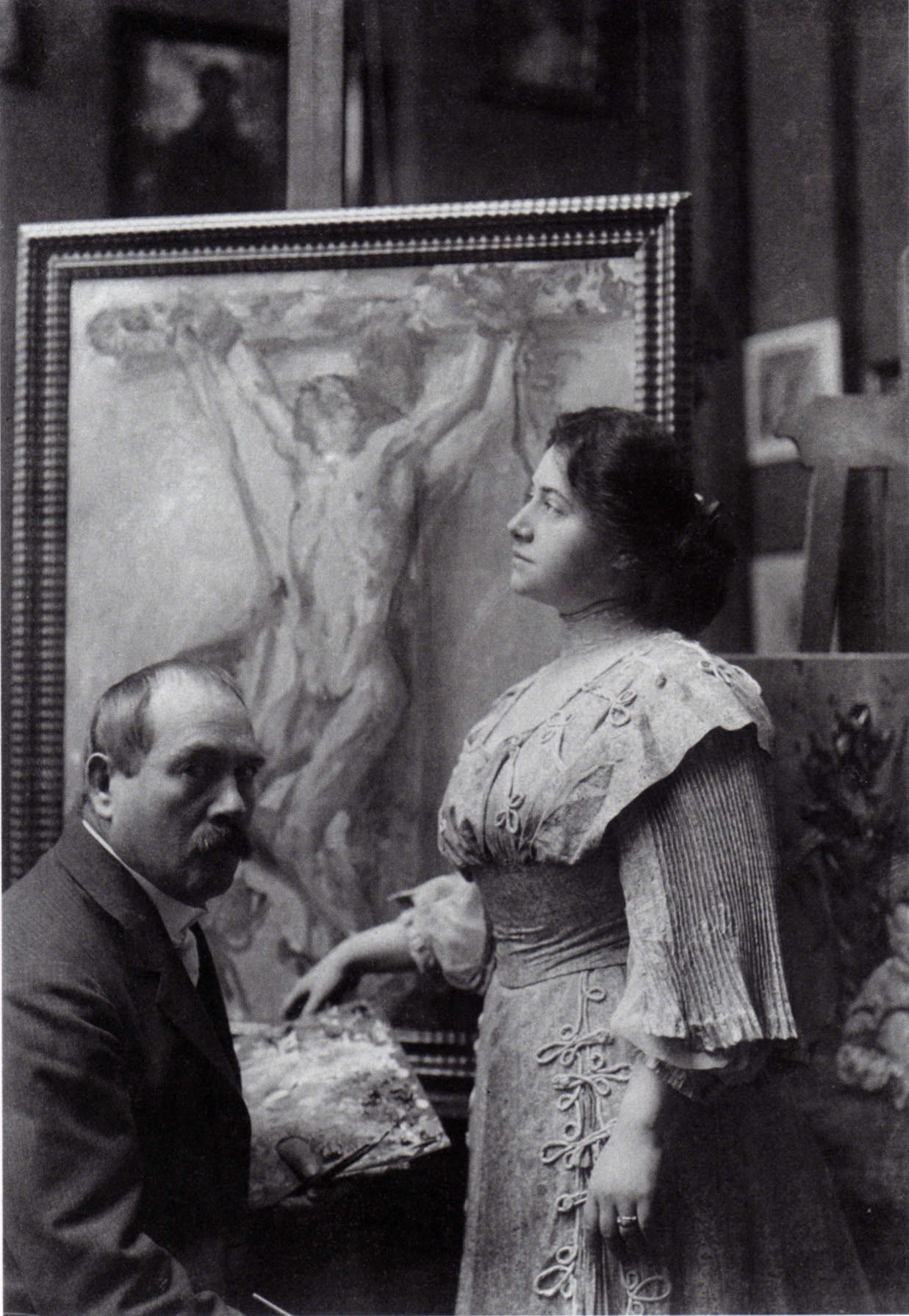
Lovis und Charlotte Corinth im Atelier (1908)
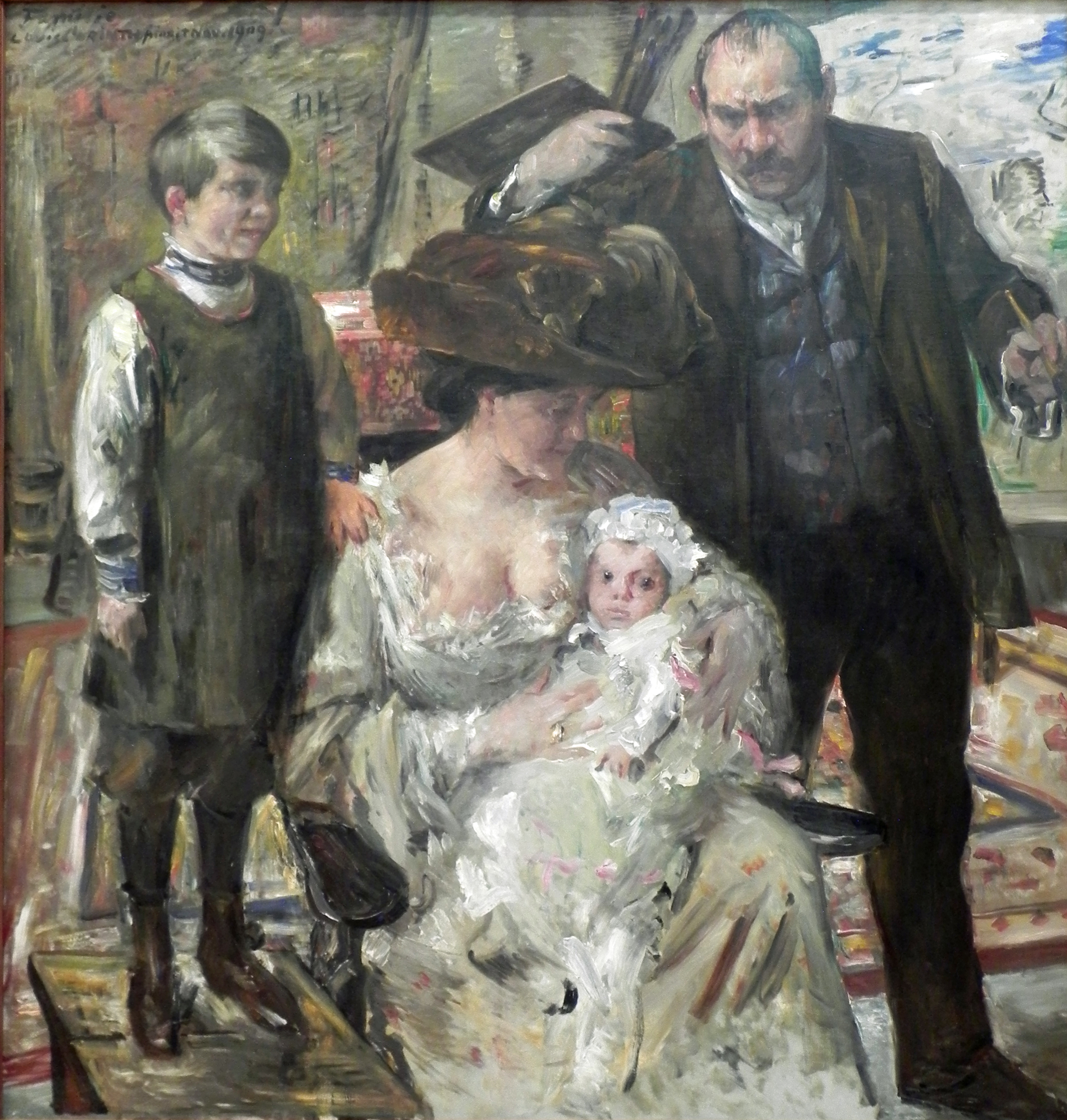
Familie Corinth (1909)
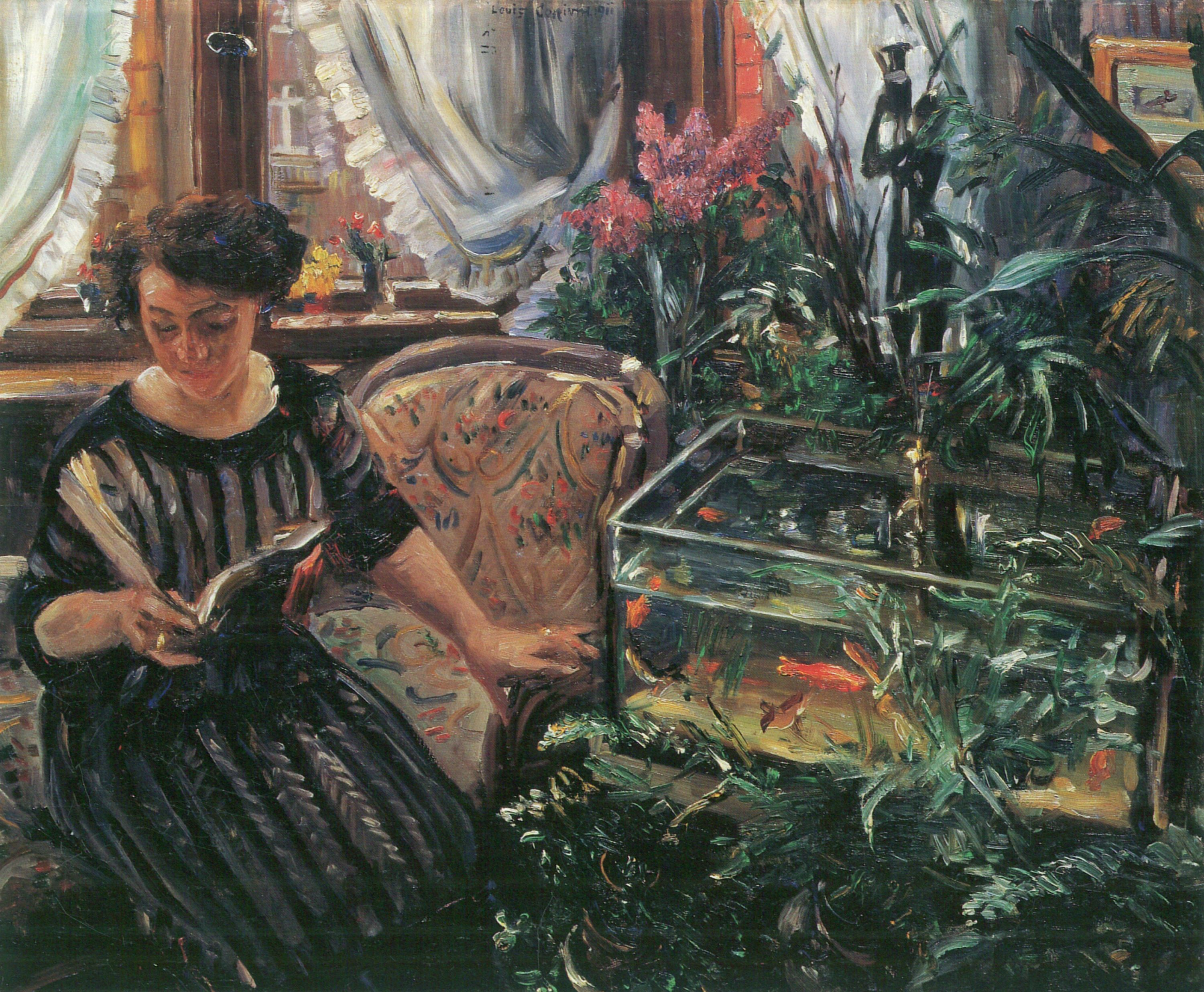
Dame am Goldfischbassin, 1911, Belvedere, Wien
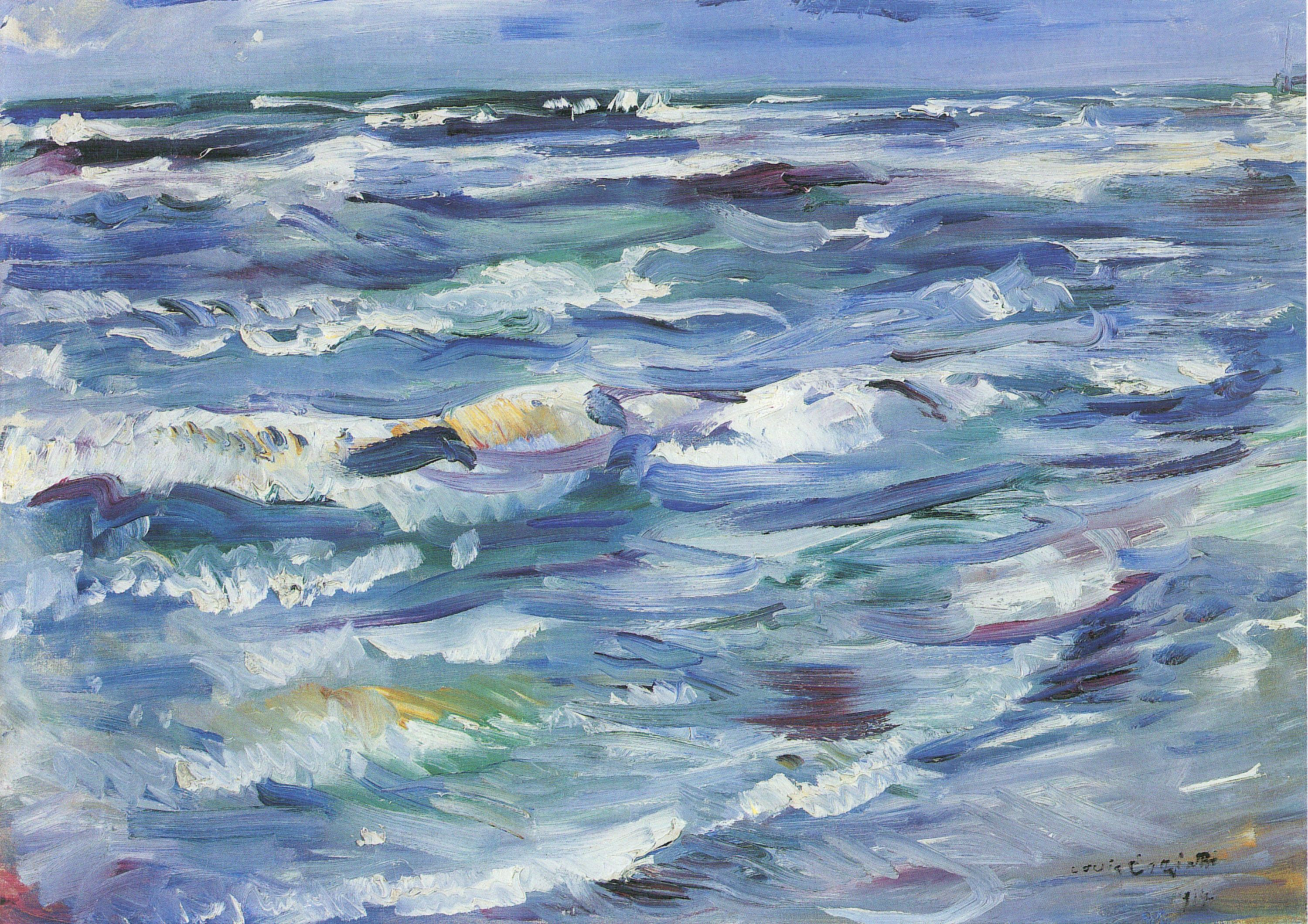
Meer bei La Spezia (1914)
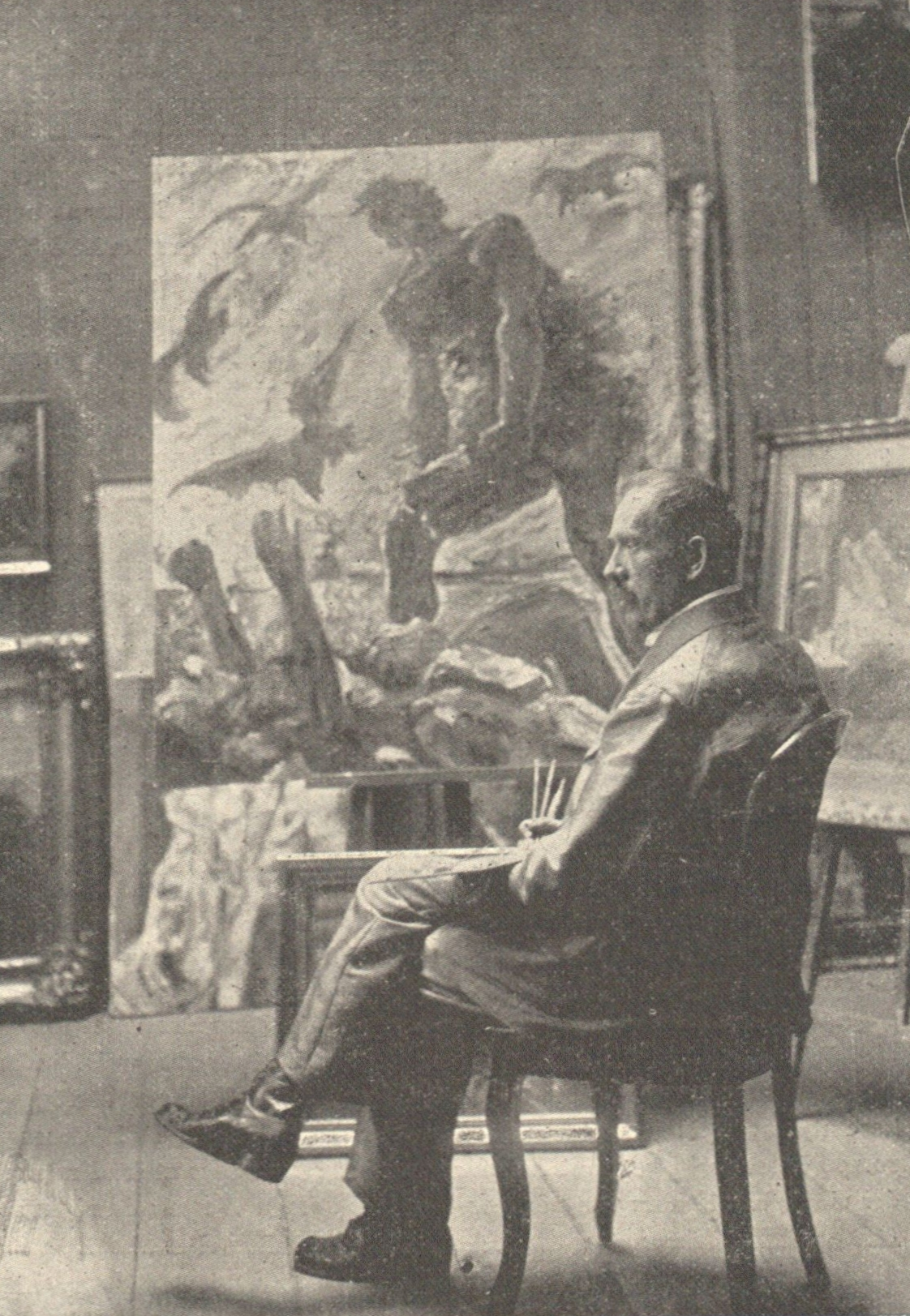
Der Künstler in seinem Atelier (1918), auf der Staffelei das Bild Kain (1917)
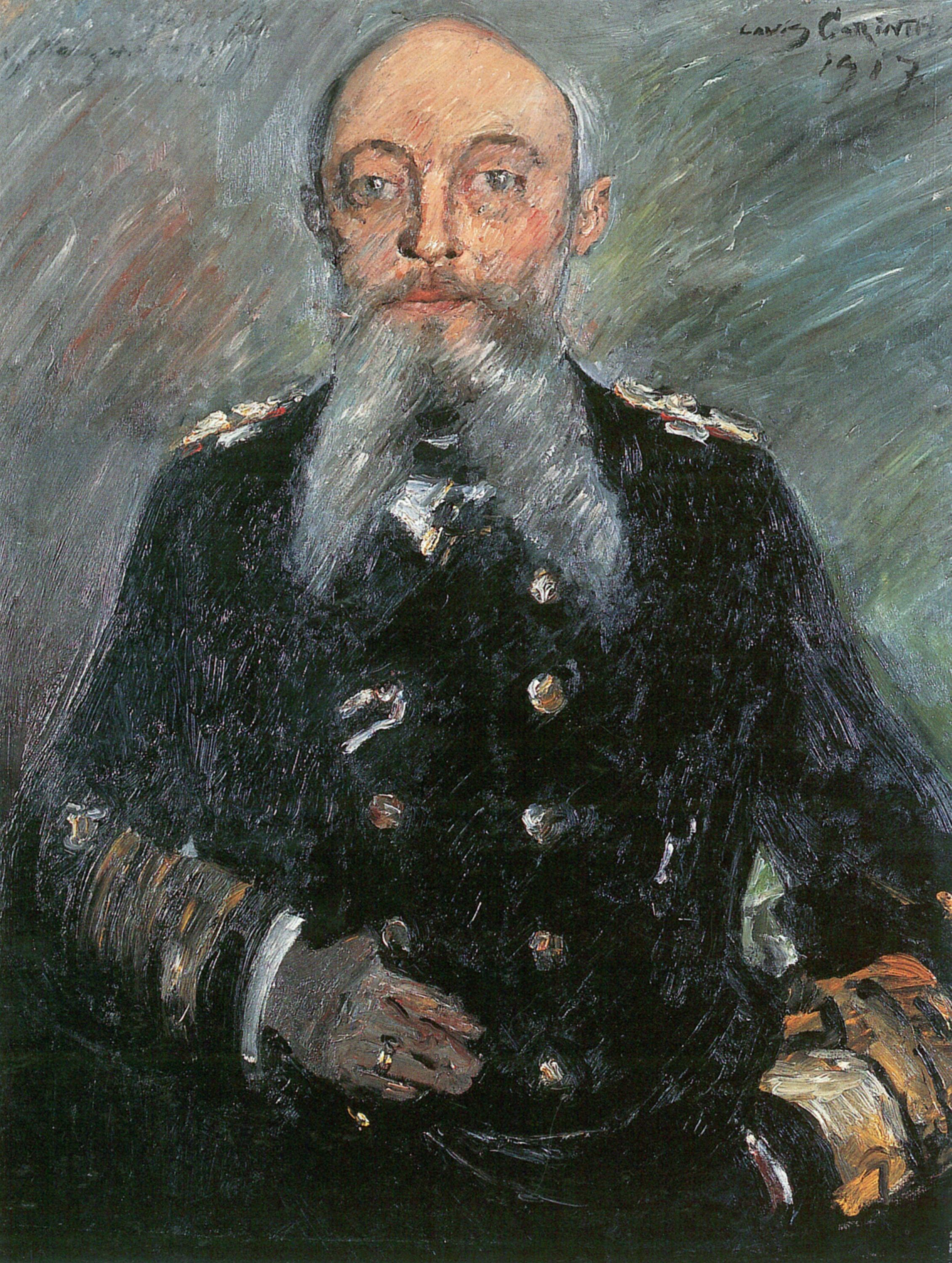
Porträt des Großadmirals Alfred von Tirpitz (1917)

### Spätes Werk am Walchensee
Im Jahr 1919 kaufte Corinth ein Grundstück in Urfeld, auf dem seine Frau Charlotte Berend ihm ein Haus bauen ließ. Er benannte es mit dem Spitznamen für seine Frau Haus Petermann. Das Haus am Walchensee wurde zum Rückzugsort des Künstlers, an dem er vor allem Landschaftsbilder, Porträts und Stillleben produzierte, sich von der aktiven Kunstszene allerdings auch immer mehr zurückzog. Corinth malte mehr als sechzig Bilder vom Walchensee; diese waren auch wirtschaftlich ein großer Erfolg. Nach seinen eigenen Worten wurde „niemals mehr verkauft als gerade nach dem Zusammenbruch. Es wurden einem förmlich die Bilder von der Staffelei gerissen, und niemals blühten die Ausstellungen im ganzen Deutschland mehr denn jetzt.“ Im selben Jahr erschien die Radierungsmappe Antike Legenden, 1920 folgte mit Gesammelte Schriften eine Zusammenstellung von Corinths wichtigsten Zeitschriftenbeiträgen und Aufsätzen.
Die Albertus-Universität Königsberg verlieh ihm am 15. März 1921 die Ehrendoktorwürde. Er vollendete bis zu seinem Tod 1925 seine Selbstbiographie und malte Bilder wie Der rote Christus, das sehr deutlich die Brutalität der Kreuzigung darstellt, sowie Flora und die letzte Version von Susanna und die Alten. Außerdem entstanden aus dem Gedächtnis Porträts von verschiedenen Kollegen des Malers, darunter etwa Bernt Grönvold, Leonid Pasternak und Georg Brandes. Weitere wichtige Werke seines Spätwerkes wurden Das trojanische Pferd, Carmencita und die Porträts seiner Kinder Thomas und Wilhelmine.
1922 arbeitete Corinth noch einmal für das Theater. Für Victor Barnowskys Inszenierung von Faust I am Lessingtheater (Berlin) entwarf er das Bühnenbild und die Kostüme.
Zu seinem 65. Geburtstag veranstaltete die Nationalgalerie 1923 eine Ausstellung mit 170 Gemälden, die sich in Privatbesitz befanden. Weitere Ausstellungen mit Werken seines Spätwerks folgten mit der Secessionsausstellung in Berlin und den großen Corinth-Ausstellungen im Kunsthaus Zürich und in Königsberg 1924. Im selben Jahr porträtierte er den Reichspräsidenten Friedrich Ebert, in dem er nach eigenem Bekunden weniger den Sozialdemokraten sah, sondern vielmehr den aktuellen Regenten Deutschlands, und dem er einen guten Charakter bescheinigte.
1925 wurde Corinth Ehrenmitglied der Bayerischen Akademie der Künste, und in Berlin wurden seine Aquarellmalereien ausgestellt. Zu seinen letzten großen Werken gehörten Die schöne Frau Imperia sowie sein letztes großes Werk Ecce Homo.

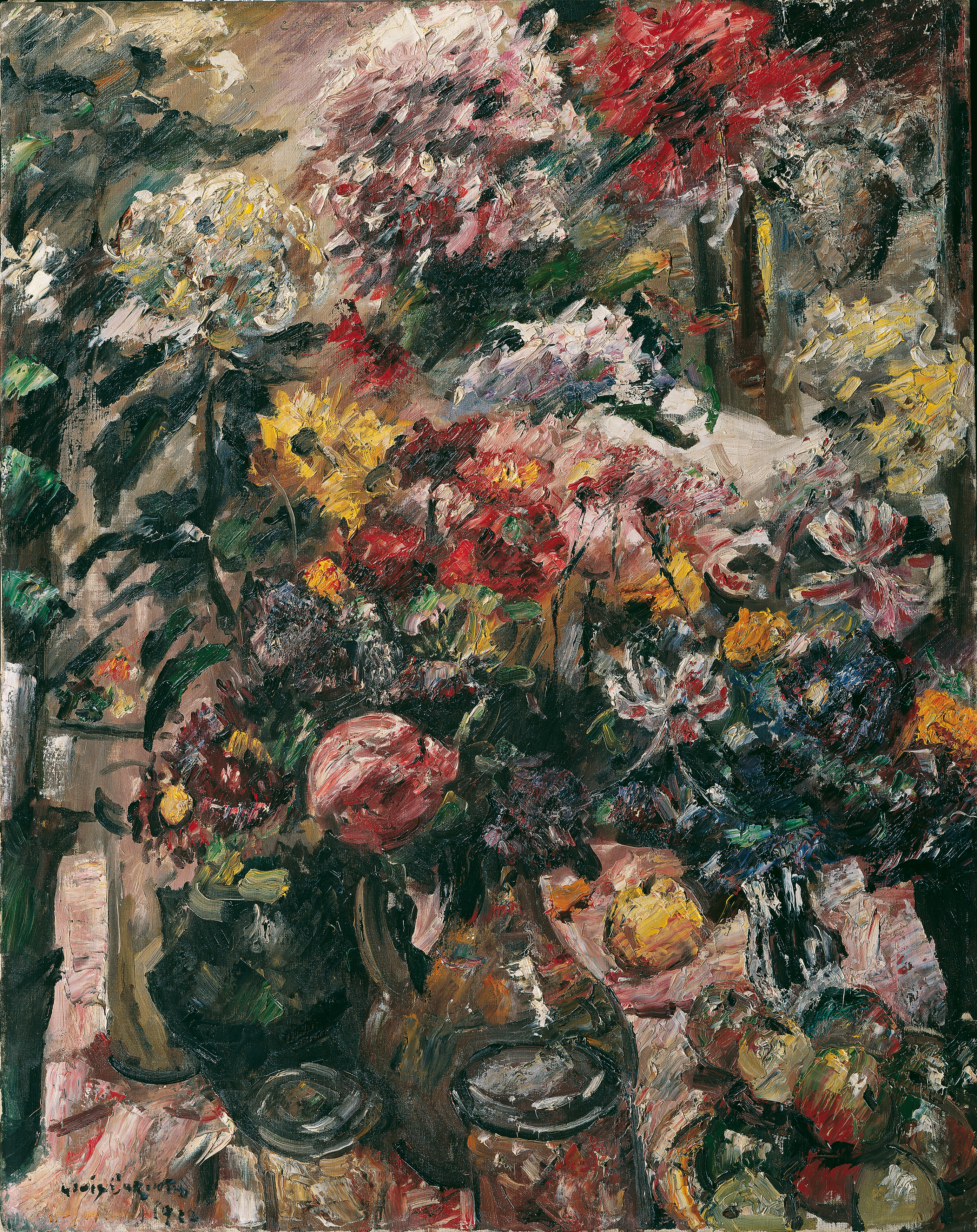
Stillleben mit Chrysanthemen und Amaryllis, 1922, Belvedere, Wien
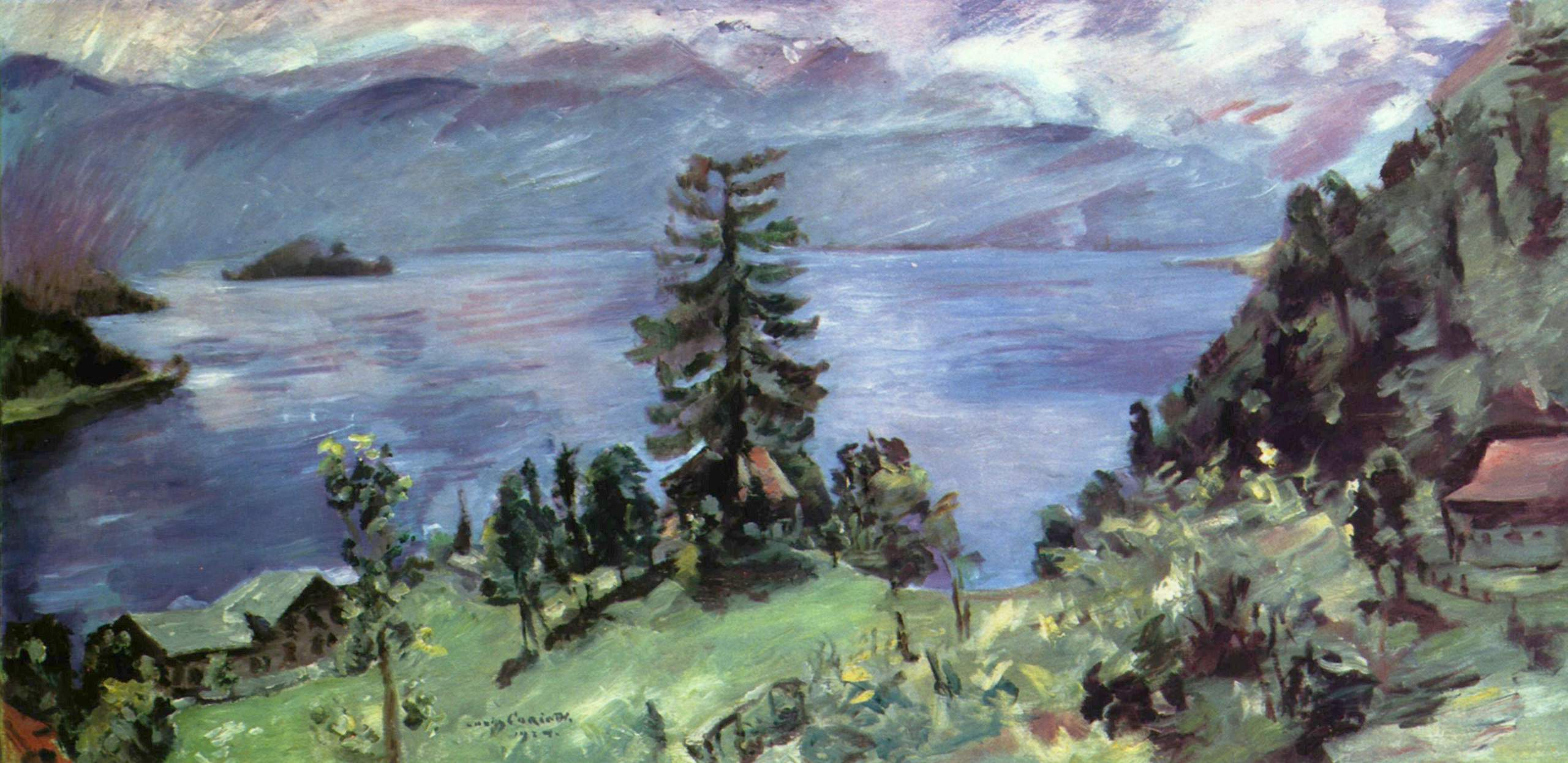
Walchensee-Panorama, Blick von der Kanzel (1924)
Alice Berend, Schriftstellerin und Schwägerin von Lovis Corinth (1924)
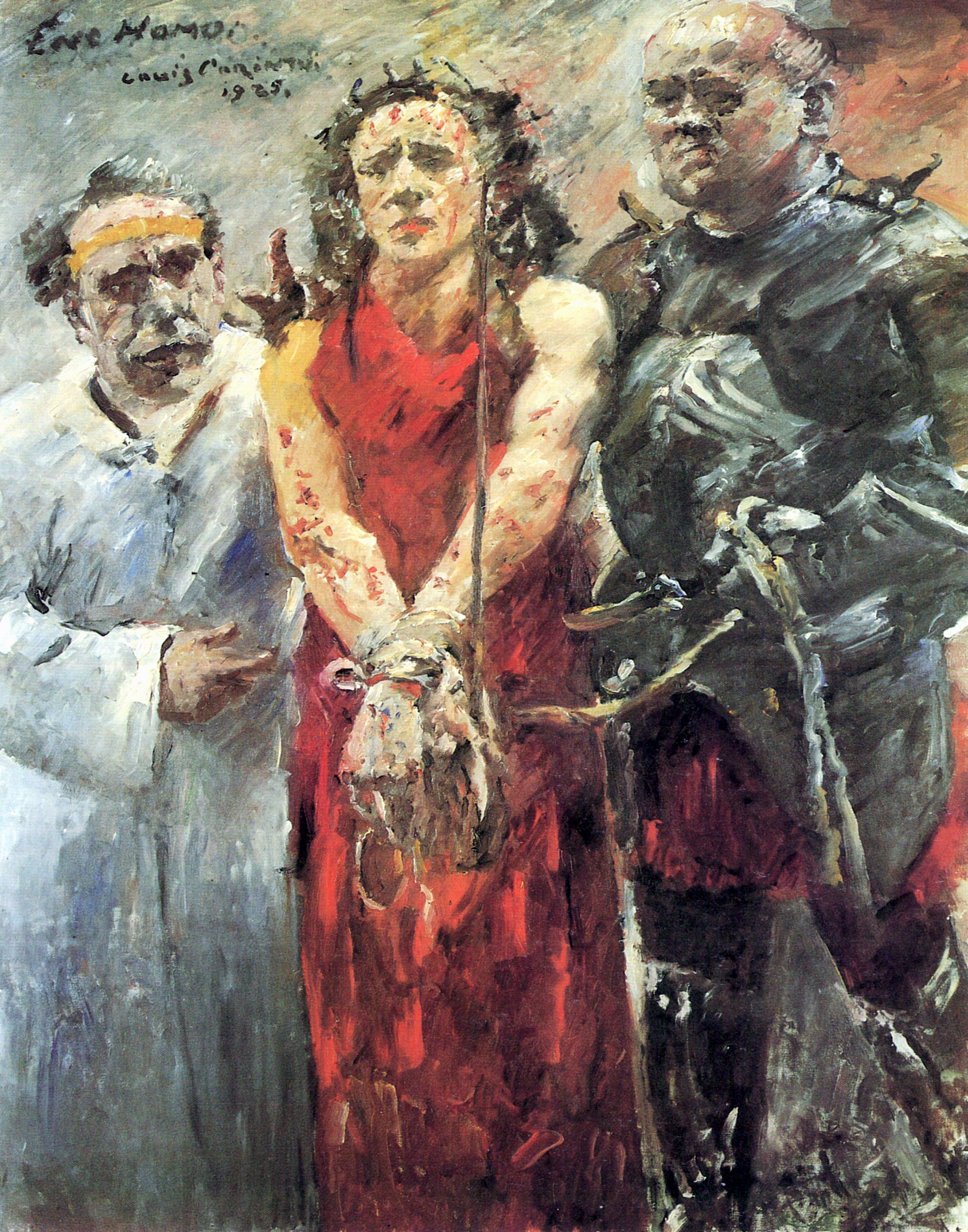
Ecce Homo (1925), Kunstmuseum Basel
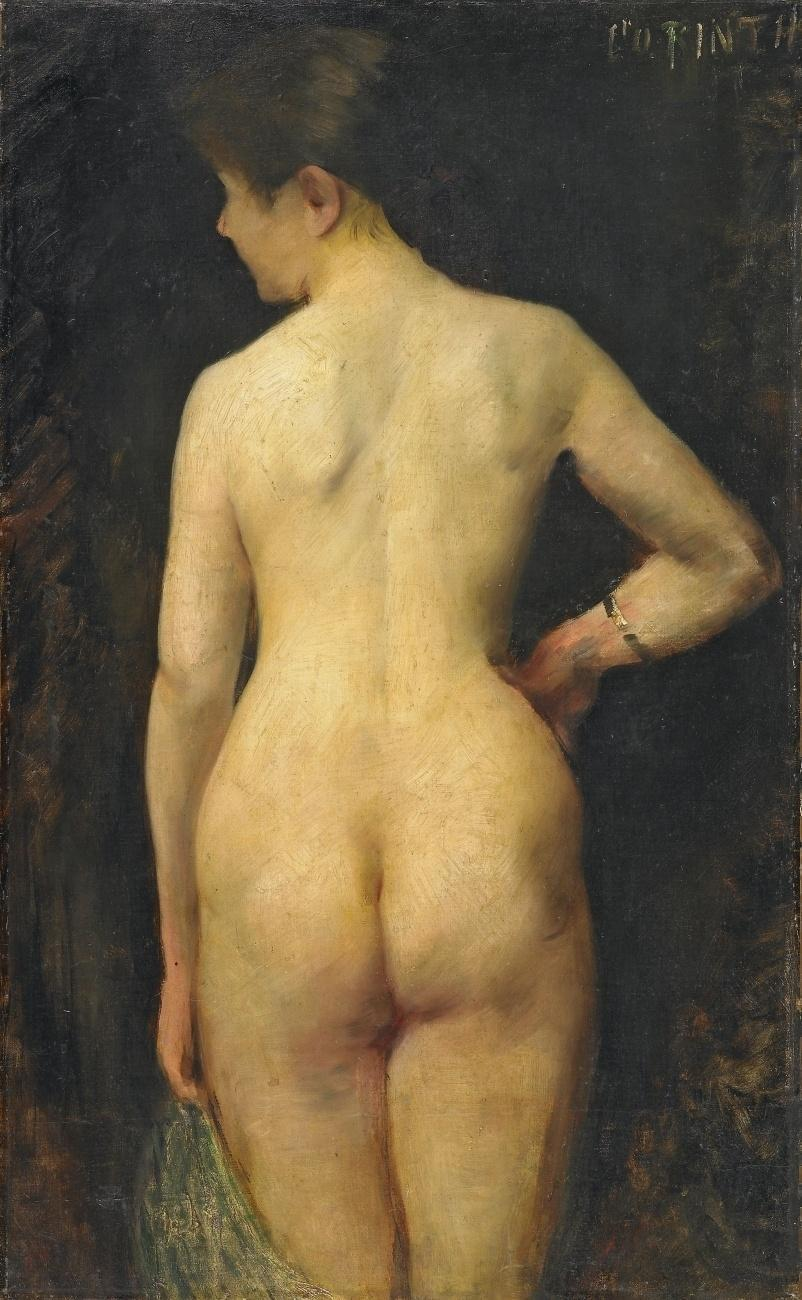
Rückenakt

### Tod
Am 16. Juni 1925 trat er eine Reise nach Düsseldorf an, von dort reiste er weiter nach Amsterdam. Dort wollte er sich noch einmal die Bilder von Frans Hals und Rembrandt anschauen. Am 17. Juli starb er in Zandvoort nahe Amsterdam an einer Lungenentzündung. Seine Leiche wurde nach Berlin überführt und dort auf dem Südwestkirchhof Stahnsdorf beigesetzt. Seine Grabstätte, ein Ehrengrab der Stadt Berlin, befindet sich im Block Trinitatis, Feld 8, Erbbegräbnis 47.
1925 erschien postum eine bedeutende Monographie von Alfred Kuhn.
1939 erwarb der Physiker und Nobelpreisträger Werner Heisenberg das Haus Petermann. Während des Zweiten Weltkriegs lebte Heisenbergs Frau mit den fünf Kindern in diesem Haus.

## Gedenken

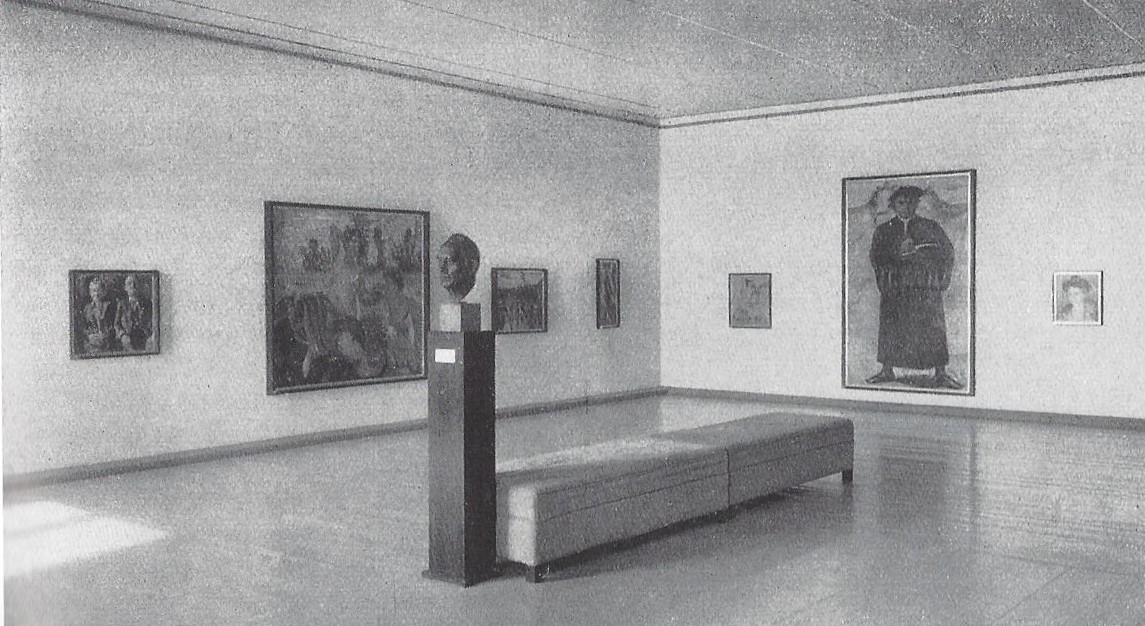
Lovis-Corinth-Gedächtnissaal im Königsberger Schloss, mit den Bildern Ehepaar Keitel, Bacchus, Steindammer Tor und Martin Luther

1926 fanden zwei wichtige Gedenkausstellungen in Berlin statt: die Ausstellung der Gemälde und Aquarelle in der Nationalgalerie sowie die Graphikausstellung der Akademie der Künste.
1927/28 gestaltete Alfred Rohde den Lovis-Corinth-Gedächtnissaal im obersten Geschoss des Unfriedtbaus des Königsberger Schlosses. Mit dem Schloss ging er bei den Luftangriffen auf Königsberg unter.
Seit 1974 verleiht die Künstlergilde Esslingen jährlich den Lovis-Corinth-Preis.

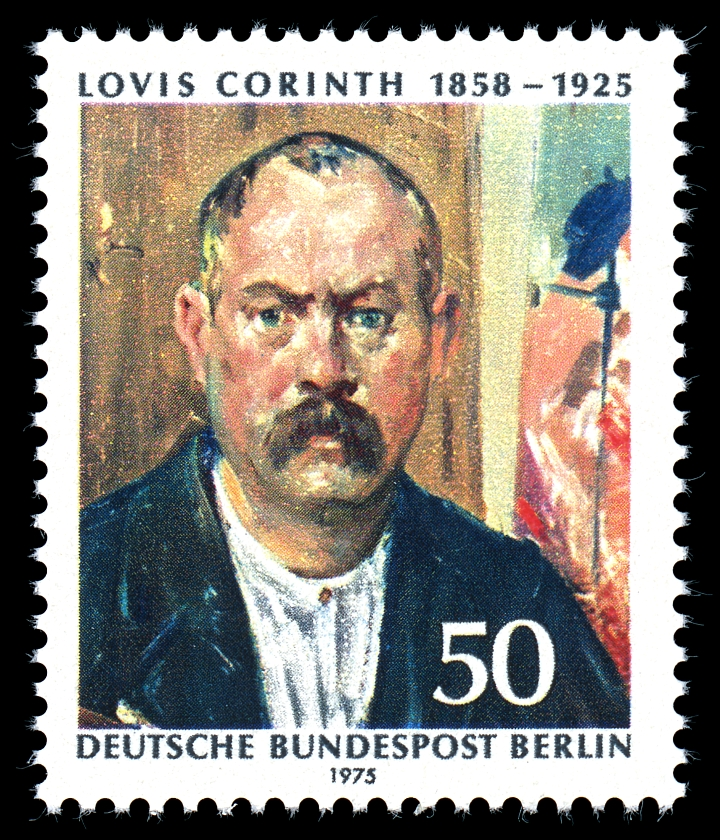
Briefmarke des Jahrgangs 1975 der Deutschen Bundespost Berlin zum 50. Todestag
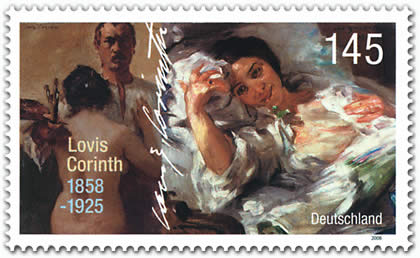
Briefmarke des Jahrgangs 2008 der Bundesrepublik Deutschland zum 150. Geburtstag

## Werk

### Gemälde, Zeichnungen, Graphiken

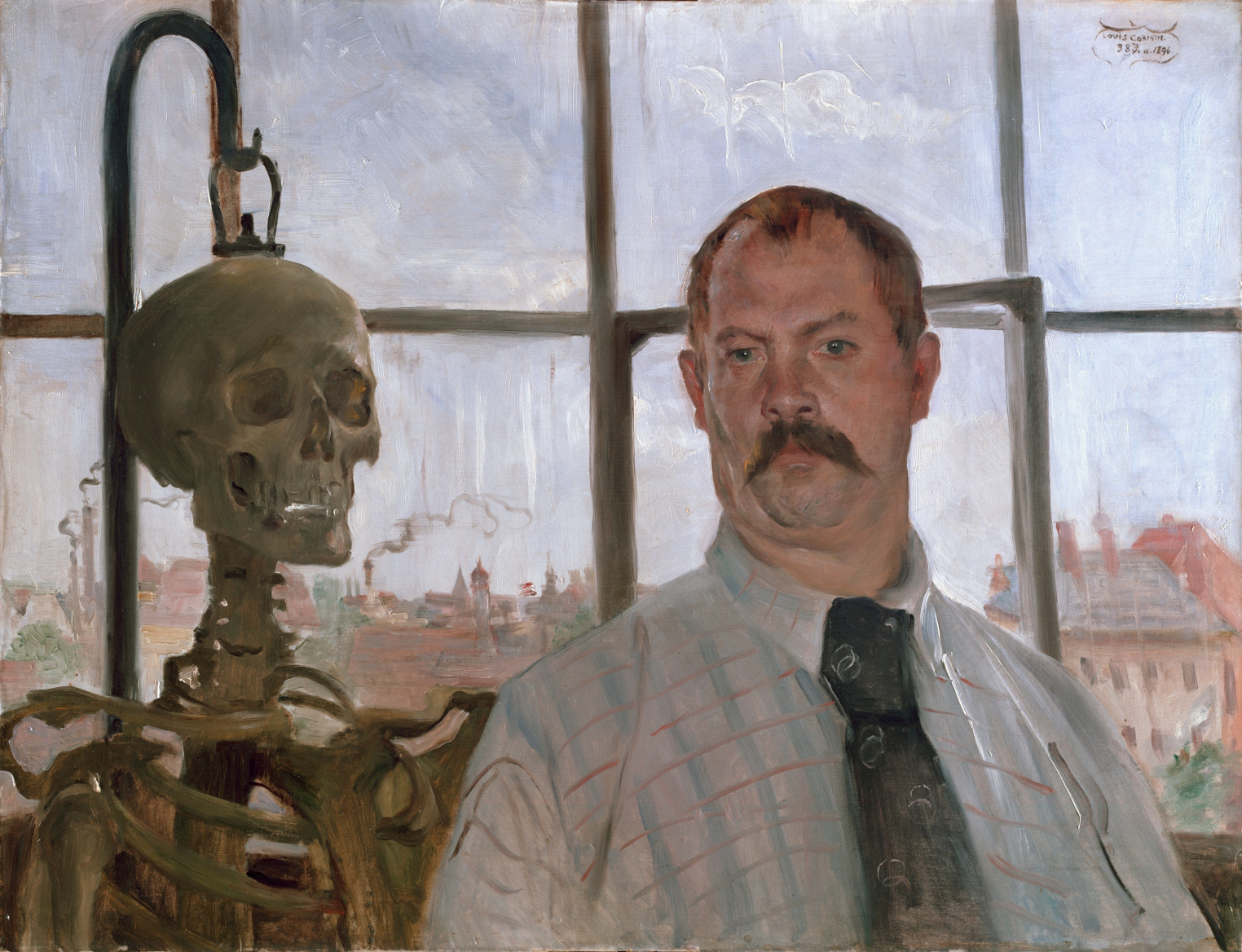
Selbstporträt mit Skelett (1896), eines der bekanntesten Gemälde Corinths

Lovis Corinth produzierte während seiner Schaffenszeit weit über tausend Gemälde sowie ähnlich viele Aquarelle, Zeichnungen und Graphiken. Trotz des relativ großen Umfangs gilt sein Werk auf dem Kunstmarkt als gefragt und erzielt sehr gute Preise, selbst kleinformatige oder zweitklassige Werke werden zu fünfstelligen Preisen angeboten.
Das Museum der bildenden Künste in Leipzig beherbergt eine große Sammlung von Werken Corinths mit 13 Gemälden und etwa 400 grafischen Blättern. Das Belvedere in Wien verfügt über Werke, die zwischen 1896 und 1924 entstanden sind und einen umfassenden Überblick über Corinths gesamtes Œuvre bieten.

### Corinths Werke zur Zeit des Nationalsozialismus
Obwohl Corinth zu Lebzeiten ein bedeutender und angesehener Vertreter deutscher Kunst war und sie auch in sehr patriotischer Weise darstellte und förderte, wurden viele seiner Werke zur Zeit des Nationalsozialismus in Deutschland abgelehnt. Während das Frühwerk durchaus den Idealvorstellungen der Nationalsozialisten entsprach, wurden die späteren, teilweise sehr expressionistischen Werke als „entartet“ betrachtet. Diese Wandlung im Werk des Künstlers interpretierte man als Folge seines Schlaganfalls 1911; eine weitere Steigerung nach 1918 wurde wiederum mit einem Schlaganfall erklärt, den es in Wahrheit aber nicht gegeben hatte. Alfred Rosenberg gab im Mythus die Richtung vor:

„Eine gewisse Robustheit zeigte L. C., doch zerging auch dieser Schlächtermeister des Pinsels im lehmig-leichenfarbigen Bastardtum des syrisch gewordenen Berlins.“

Durch die von der „Nationalsozialistischen Gesellschaft für deutsche Kultur“ angeordnete „Reinigung“ deutscher Kunstwerke wurden 1937 insgesamt 295 der Bilder von Corinth beschlagnahmt, darunter ein großer Teil der Sammlung der Nationalgalerie sowie der Hamburger Kunsthalle. Einige der Werke wurden im selben Jahr in der Ausstellung „Entartete Kunst“ in München gezeigt. Die meisten der Bilder wurden anschließend ins Ausland, vor allem in die Schweiz, verkauft. So auch das Blumenstillleben mit Flieder und Anemonen, eines der letzten Werke Corinths. Das Werk war einen Tag vor Corinths Tod für das Düsseldorfer Kunstmuseum erworben worden. 2022 konnte die Stadt Düsseldorf das Stillleben für das Museum Kunstpalast zurückerwerben.

### Schriften
Corinth schrieb eine Reihe von Büchern und Aufsätzen in verschiedenen Zeitschriften der Kunstgeschichte.
- Das Leben Walter Leistikows. Ein Stück Berliner Kulturgeschichte. Bruno Cassirer, Berlin 1910
- Das Hohe Lied. Mit zahlreichen Lithographien. 5. Werk der Pan-Presse, Paul Cassirer, 1911
- Über deutsche Malerei – Ein Vortrag für die Freie Studentenschaft in Berlin. Verlag von S. Hirzel, Leipzig 1914
- Legenden aus dem Künstlerleben. 1. und 2. Auflage. Bruno Cassirer, Berlin 1918
- Das Erlernen der Malerei. Ein Handbuch. 1–3. Auflage. Bruno Cassirer, Berlin 1920
- Selbstbiographie. Hirzel, Leipzig 1926. Neuausgabe: Renate Hartleb (Hrsg.)Selbstbiographie. Kiepenheuer, Leipzig 1993, ISBN 3-378-00547-5.
- Meine frühen Jahre. Claassen, Hamburg 1954 (postum herausgegeben von Charlotte Berend-Corinth)
- Gesammelte Schriften. Herausgegeben und mit einem Vorwort von Kerstin Englert, Fritz Gurlitt, Berlin 1920

Corinths schriftlicher Nachlass ist im Deutschen Kunstarchiv in Nürnberg sowie im Archiv der Akademie der Künste in Berlin einsehbar.

## Ausstellungen
- 1914: Galerie Ernst Arnold, Dresden, Lovis Corinth. Neue Radierungen und Lithographien.
- 1926: Akademie der Künste Berlin, Gedächtnisausstellung Graphisches Werk Katalog: Verlag der Akademie der Künste.
- 1958: Stadthalle Wolfsburg, Lovis Corinth – Gedächtnisausstellung. Katalog: Verlag F. Bruckmann, München
- 1964: documenta III, Kassel
- 1973: Galerie Pels-Leusden in Berlin[42]
- 1975: Städtische Galerie im Lenbachhaus und Kunstbau München, Lovis Corinth (1858–1925) – Gemälde und Druckgraphik[43]
- 1976: Wallraf-Richartz-Museum, Köln, Lovis Corinth – Gemälde, Aquarelle, Zeichnungen und druckgrafische Zyklen. Katalog Museen der Stadt Köln
- 1985: Museum Folkwang, Essen, Lovis Corinth. Katalog: DuMont-Buchverlag, Köln, ISBN 3-7701-1803-0
- 1986: Kunstforum Ostdeutsche Galerie, Regensburg: Lovis Corinth, die Bilder vom Walchensee: Vision u. Realität, Katalog: Ostdeutsche Galerie, Regensburg, ISBN 3-89188-041-3, danach 1986 Kunsthalle Bremen
- 1992: Kunstforum der Bank Austria, Wien. Lovis Corinth. Prestel-Verlag, München, ISBN 3-7913-1221-9; danach 1993 Forum des Landesmuseums Hannover
- 1996: Haus der Kunst, München, Lovis Corinth. Katalog: Prestel-Verlag, München / New York 1996, ISBN 3-7913-1645-1, danach: Nationalgalerie Berlin, The Saint Louis Art Museum, Saint Louis, 1997, Tate Gallery, London, ISBN 3-7913-1682-6
- 1999: Von der Heydt-Museum, Wuppertal, Lovis Corinth, Katalog: Von der Heydt-Museum, ISBN 3-89202-039-6. danach Fundación Juan March, Madrid, Lovis Corinth, Katalog: F.M, ISBN 84-7075-484-X
- 2004: Kunsthalle Emden: Lovis Corinth – Aquarelle und späte Gemälde. Katalog: Hatje-Cantz-Verlag, Ostfildern-Ruit 2004, ISBN 3-7757-1426-X
- 2008: Musée d’Orsay, Paris: Lovis Corinth (1858–1925). Entre impressionnisme et expressionnisme
- 2008: Museum der bildenden Künste, Leipzig: Lovis Corinth und die Geburt der Moderne (eigenständig erweiterte Fassung der Ausstellung im Musée d’Orsay), Kerber Verlag, ISBN 978-3-86678-177-1.[44]
- 2008/09: Kunstforum Ostdeutsche Galerie, Regensburg: Lovis Corinth und die Geburt der Moderne (eigenständig erweiterte Fassung der Ausstellung im Musée d’Orsay), Kerber Verlag, ISBN 978-3-86678-177-1.[44]
- 2017: Museum Kunstpalast Düsseldorf, auf der Sonderausstellung „SPOT ON“: Grünes Stillleben mit Früchten und Gladiolen, 1911
- 2017: Landesmuseum Hannover: Nackt und bloß. Lovis Corinth und der Akt um 1900
- 2021/22: Saarlandmuseum, in der Modernen Galerie: Lovis Corinth – Das Leben, ein Fest!; Doppelausstellung mit Charlotte Berend-Corinth – Wiederentdeckt!
- 2022: Museo Castello San Materno, Ascona: Lovis Corinth. Maestro del colore, Maestro della grafica / Meister der Farbe, Meister der Grafik, Katalog: DCV, Berlin 2022, ISBN 978-3-96912-079-8
- 2025: Alte Nationalgalerie, Berlin: Im Visier! Lovis Corinth, die Nationalgalerie und die Aktion "Entartete Kunst".